# 河內市
河內市（越南语：／*/?[hàː nôjˀ] ⓘ）是越南的首都，位於越南北部，红河三角洲西北部，红河右岸和红河与天德江的汇流处，因處红河與蘇瀝江之間而得名。
河內是越南的工業、文化中心，同時也是越南歷史上的古都，擁有1000多年歷史，從西元11世紀起就是越南北部的政治、經濟和文化中心，市區歷史文物豐富，名勝古跡遍佈。河內人口約為800萬，多為京族。

## 地理位置
河内市东接北江省、北寧省、兴安省，南接河南省，西南接和平省，西接富寿省，北接永福省和太原省。

## 歷史
根据古螺城的考古发掘，河内一带的远古居民在两万年前创造了山围文化。但此后长时间没有人类活动的迹象。約在公元前四至五世纪，河內一帶開始重新有人居住。
从青铜器时代到铁器时代，河内历经了蓬原文化、同豆文化、坵门文化和东山文化四种史前文化。在同时期的传说时代，越南正处于雄王时代。
据民间传说，公元前257年，蜀泮击败了最后的雄王，建立了瓯雒国，选择红河三角洲北部河漫滩的古螺城（今河内市东英县）作为新首都。这座城堡是一个螺旋形的巨大建筑群，修建时动用了大量的劳动力和资源。
公元前2世纪，汉朝征服越南北部，设立郡县。越南进入了长达千年的北属时期。河内一带隶属交趾郡宋平县。大同七年（541年），交州土豪李贲起兵，驱逐了南朝梁的交州刺史萧咨，割据一方，并在544年正式称帝，建立万春国，定都龙编（今河内东北），史称“前李朝”。这场起兵直到602年才被隋朝大将刘方平定。
武德五年（622年），唐朝接管交阯、日南和九真等郡，设立交州总管府。后改为安南都护府，这是越南得名“安南”之始。安南都护府治宋平县，位于今天的河内市市区。咸通元年（860年），南诏攻占安南。咸通七年（866年），安南都护经略招讨使高骈收复安南。朝廷以安南都护府置靜海軍节度使，令高骈以节度使身份镇守安南。高骈随即兴建大罗城，并疏浚江道。越南人感念高骈之恩，称之为“高王”。
大有十一年（938年），吴权起兵，在白藤江之战中击溃南汉军队。并在次年（939年）正式称王，定都古螺城。
李顺天元年（1010年），越南李朝开国君主李公蕴遷都大羅城。相傳李公蘊親臨大罗，忽見金龍從湖面升起，直衝天際。於是他將京城遷至大罗，並改名“昇龍”（Thăng Long）。
陈光泰十年（1397年），陈朝权臣胡季犛将都城遷至他精心营造的西都清化，并以昇龙为“東都”（Đông Đô）。
明永乐五年（1407年），明成祖派兵滅胡朝，以其地设交阯承宣布政使司，治升龙城，改稱“東關城”（Đông Quan）。顺天元年（1428年），黎朝开国君主黎利擊退明軍，建立黎朝，定都昇龙城。三年后将东都改称为“東京”（Đông Kinh）。同时以起兵地蓝山为“蓝京”（在西都清化附近）。
光順七年（1466年），黎聖宗重划黎朝行政区划，以昇龙城为中都奉天府，下辖永昌县、广德县2县。在南北朝時期，中興黎朝和莫朝塵戰數十年後，鄭松軍隊終於攻到東都，鄭軍「火燒宮殿及京屋，煙焰連天」，使得戰後「京城殿屋，蕭然一空」。
光中二年（1789年），西山朝阮惠定都富春，改东京為“北城”（Bắc Thành），派长子阮光垂驻守北城，统辖原郑主统治的北河地区。
嘉隆元年（1802年），阮朝建立，定都於順化，在昇龙置北城总镇、协总镇各一名，统辖北城十一镇。嘉隆四年（1805年），改昇龙城为昇隆城，改奉天府为怀德府，广德县为永顺县。
明命十二年（1831年）十月，明命帝实行区划改革，废除北城，改镇为省。设立河内省，省莅在河内城。河内省下辖怀德府、应和府、常信府和里仁府4府。怀德府辖永顺县、寿昌县、慈廉县3县，应和府辖山明县、青威县、彰德县、怀安县4县，常信府辖上福县、青池县、富川县3县，里仁府辖维先县、金榜县、平陆县、南昌县、青廉县5县。
嗣德二十六年（1873年）法國殖民者侵占河內。阮朝重臣阮知方在抵抗法军侵略时牺牲。

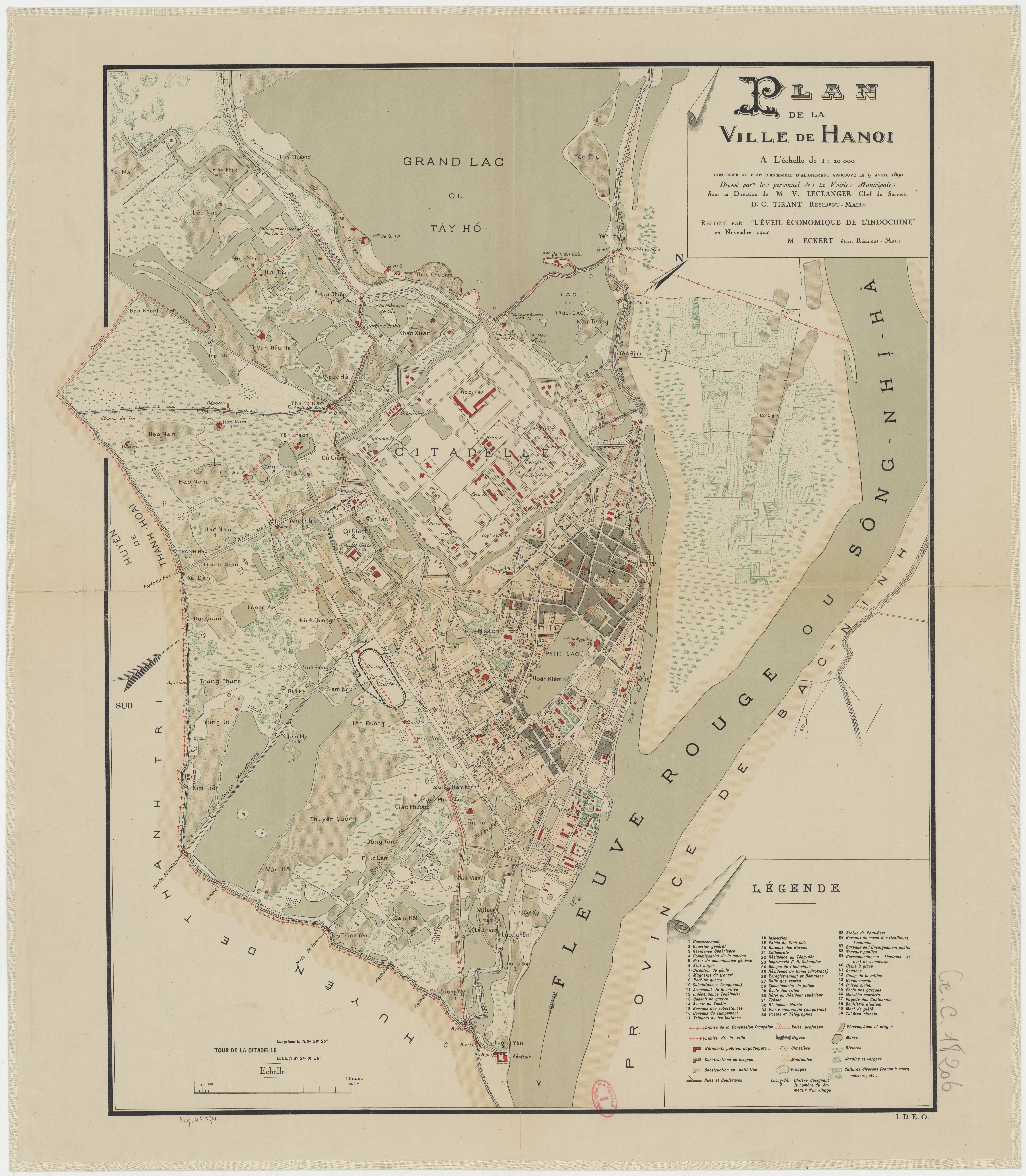
1890年的河內地圖

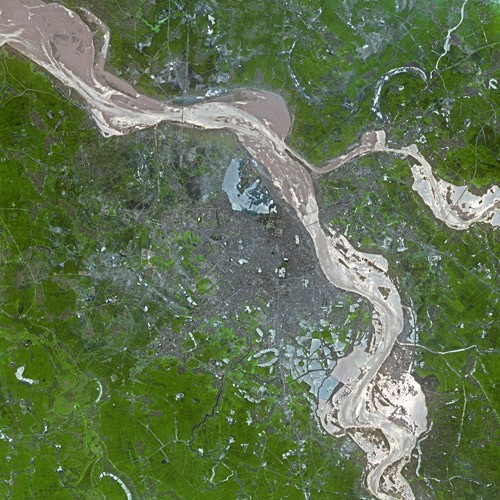
河內衛星圖

同庆三年（1888年），阮朝正式割让河内、海防和岘港给法国。同年，法国总统签署命令，在法属印度支那设立河内市、海防市和岘港市3市。成泰二年（1890年），殖民政府以里仁府设河南省。河内省先后改名为梂多省和河东省。成泰后期，殖民政府将河内外城（郊区）设为环龙县，划归河东省管辖。
成泰十四年（1902年），殖民政府将首府从西贡迁到河内。同年，印度支那工业博览会在河内举行。
保大十五年（1940年），河內被日本侵占。1945年，日本无条件投降。越盟领袖胡志明领导发动八月革命，成立越南民主共和国，定都河内。
法國於1946年接收該城。越盟在城中起義不成後，不得不退出河内，前往越北山区进行游击战。经过9年时间的战争，越盟于1954年攻佔河内。在随后的越南戰爭時期，河內的交通運輸設備因橋梁和鐵路的炸毀而遭到嚴重影響，然而越南人很快將其修復。
1961年4月20日，河东省丹凤县5社、怀德县3社2村、河东市社1村、青池县1市镇10社3村、北宁省嘉林县15社、慈山县1市镇10社、仙游县2社、顺成县2社、永福省东英县16社、安朗县1社、金英县1村部分区域和兴安省文江县1社划归河内市管辖。5月31日，河内市调整行政区划，全市划分为4区庯4县的格局。市区划分为还剑区庯、二征夫人区庯、巴亭区庯和栋多区庯4区庯，在郊区西部析置慈廉县，与北部东英县、东部嘉林县和南部青池县并为河内市郊区4县。
1976年7月2日，越南统一，河內成為統一后的首都。1978年12月29日，越南国会决定扩大河内市地界，将河山平省山西市社、河东市社和巴位县、福寿县、石室县、丹凤县、怀德县5县，永富省朔山县和麊泠县2县划归河内市。但河东市社是河山平省省莅，最终并未划归河内市管辖。
1981年1月3日，按照越南新颁布的《1980年宪法》，越南政府将直辖市市区的下级政区“区庯”改为“郡”，区庯的下级政区“小区”改称为“坊”。河内市下辖4郡1市社11县。
1991年8月12日，越南国会拆分河山平省为和平省和河西省，同时将河内市山西市社以及巴位县、福寿县、石室县、丹凤县、怀德县5县划回河西省，麊泠县划回永富省。河内市变成4郡5县格局。
随着越南经济起飞，河内市市区向外扩展。1995年10月28日，增设西湖郡；1996年11月22日，增设青春郡和纸桥郡；2003年11月6日，增设龙编郡和黄梅郡。
2008年5月29日，越南国会通过决议，自8月1日起，鄰接的河西省全省、永福省麊泠縣，以及和平省良山縣3社并入河內市。这使河内市面積成為以前的三倍，人口也超越胡志明市。
2009年5月8日，为了避免与《宪法》规定的区划层级冲突，原河西省河东市和山西市改制为河东郡和山西市社。
2010年，河内市隆重举行庆典，纪念昇龍建都1000年和改名河內180年。
2013年12月27日，慈廉县分设为南慈廉郡和北慈廉郡。
2021年4月27日，北慈廉郡和南慈廉郡部分区域划归纸桥郡管辖。

## 自然地理

### 氣候
河内位于越南北部，气候炎热潮湿，地處副熱帶季風氣候地带，春季，温润多细雨；夏季高溫多雨；夏秋季時有颱風、洪澇；冬季盛行較温涼的东北季风，氣溫常在14℃至18℃之間，但若有寒潮來襲，有時在10℃以下。河內年平均降雨量為1678毫米，7月份平均溫度為27.0℃，1月份平均溫度為15.0℃。最低溫度是0.0℃，最高溫度是40.9℃。
| 河内 | 河内        | 河内        | 河内        | 河内         | 河内         | 河内         | 河内         | 河内         | 河内         | 河内        | 河内        | 河内        | 河内         |
| 月份 | 1月         | 2月         | 3月         | 4月          | 5月          | 6月          | 7月          | 8月          | 9月          | 10月        | 11月        | 12月        | 全年         |
| --- | ----------- | ----------- | ----------- | ------------ | ------------ | ------------ | ------------ | ------------ | ------------ | ----------- | ----------- | ----------- | ------------ |
| 历史最高温 °C（°F） | 32.0 (89.6) | 34.7 (94.5) | 37.2 (99.0) | 39.0 (102.2) | 42.8 (109.0) | 42.5 (108.5) | 40.8 (105.4) | 38.2 (100.8) | 39.0 (102.2) | 36.6 (97.9) | 34.7 (94.5) | 31.5 (88.7) | 42.8 (109.0) |
| 平均高温 °C（°F） | 19.7 (67.5) | 20.1 (68.2) | 22.9 (73.2) | 27.2 (81.0)  | 31.4 (88.5)  | 32.9 (91.2)  | 33.1 (91.6)  | 32.3 (90.1)  | 31.2 (88.2)  | 28.8 (83.8) | 25.3 (77.5) | 22.0 (71.6) | 27.2 (81.0)  |
| 日均气温 °C（°F） | 16.4 (61.5) | 17.2 (63.0) | 20.0 (68.0) | 23.9 (75.0)  | 27.4 (81.3)  | 28.9 (84.0)  | 29.2 (84.6)  | 28.6 (83.5)  | 27.5 (81.5)  | 24.9 (76.8) | 21.5 (70.7) | 18.2 (64.8) | 23.6 (74.5)  |
| 平均低温 °C（°F） | 14.3 (57.7) | 15.3 (59.5) | 18.1 (64.6) | 21.7 (71.1)  | 24.6 (76.3)  | 26.1 (79.0)  | 26.3 (79.3)  | 26.0 (78.8)  | 24.9 (76.8)  | 22.3 (72.1) | 18.9 (66.0) | 15.6 (60.1) | 21.2 (70.2)  |
| 历史最低温 °C（°F） | 2.7 (36.9)  | 6.0 (42.8)  | 6.0 (42.8)  | 11.8 (53.2)  | 17.2 (63.0)  | 20.0 (68.0)  | 21.0 (69.8)  | 22.2 (72.0)  | 16.1 (61.0)  | 14.0 (57.2) | 10.0 (50.0) | 5.0 (41.0)  | 2.7 (36.9)   |
| 平均降雨量 mm（） | 18 (0.7)    | 19 (0.7)    | 34 (1.3)    | 105 (4.1)    | 165 (6.5)    | 266 (10.5)   | 253 (10.0)   | 274 (10.8)   | 243 (9.6)    | 156 (6.1)   | 59 (2.3)    | 20 (0.8)    | 1,612 (63.4) |
| 平均降雨天数 | 10.3        | 12.4        | 16.0        | 14.4         | 14.5         | 14.6         | 15.6         | 16.9         | 13.6         | 10.9        | 7.9         | 5.0         | 152.1        |
| 平均相對濕度（％） | 80.9        | 83.4        | 87.9        | 89.4         | 86.5         | 82.9         | 82.2         | 85.9         | 87.2         | 84.2        | 81.9        | 81.3        | 84.5         |
| 月均日照時數 | 74          | 47          | 47          | 90           | 183          | 172          | 195          | 174          | 176          | 167         | 137         | 124         | 1,586        |
| 来源1：越南建筑科学技术研究院（Vietnam Institute for Building Science and Technology）                                                  |             |             |             |              |              |              |              |              |              |             |             |             |              |
| 来源2：Pogoda.ru.net (记录),(仅5月和1月最低数据记录),Vietnamnet.vn (仅6月最高数据纪录),Tutiempo.net (仅3、4月最低数据纪录),Nchmf.gov.vn |             |             |             |              |              |              |              |              |              |             |             |             |              |

## 行政區劃

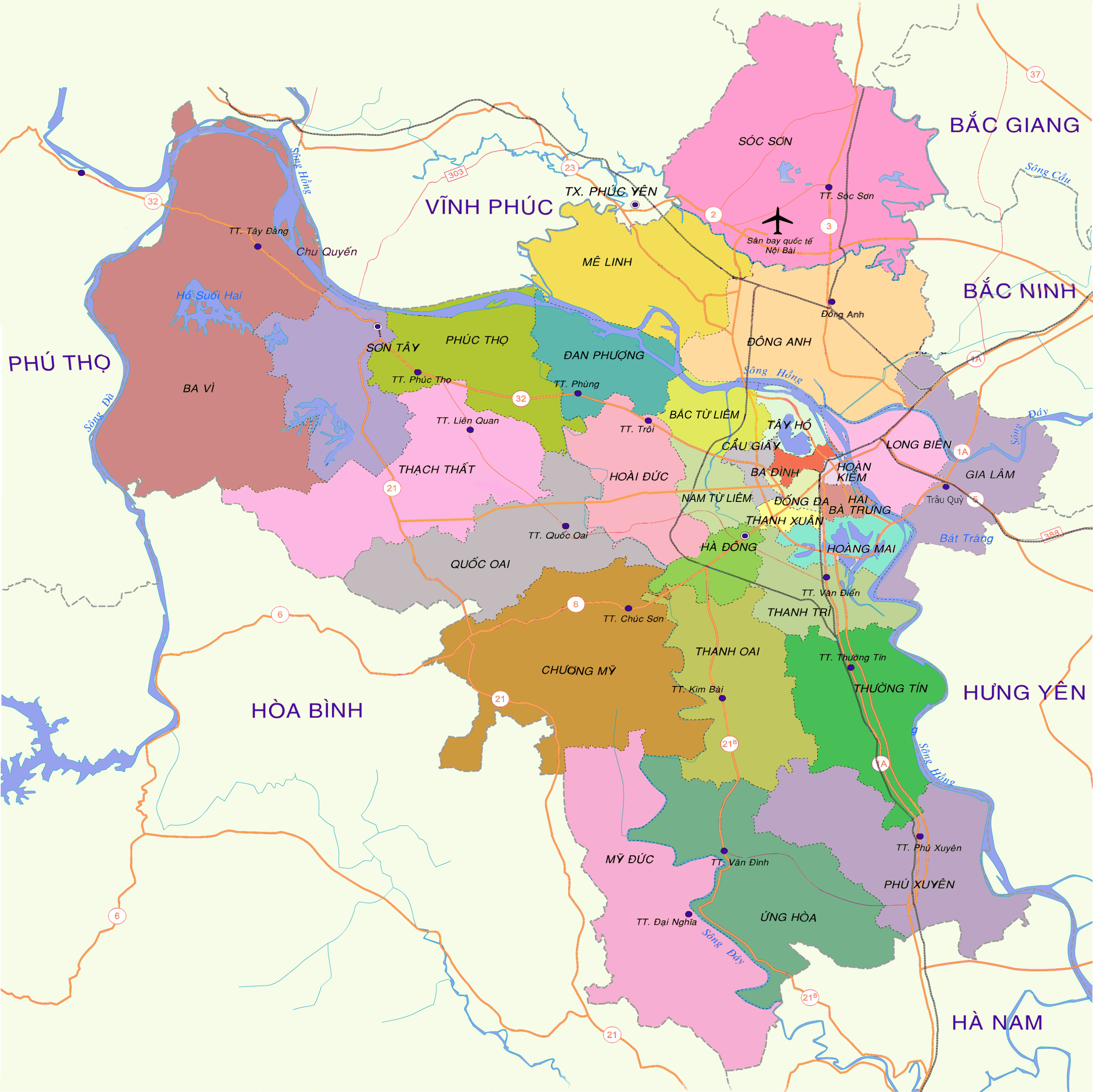
2013年河內市行政區劃圖

河內市下轄12郡1市社17縣，共計30個縣級行政單位，市人民委員會位於還劍郡。2008年8月1日，鄰接的河西省、永福省的麊泠縣，以及和平省良山縣的三個社劃歸河內市，使河內市面積從921平方公里擴大到3,324平方公里，為以前面積的三至四倍。
| 河內市行政區劃                   | 河內市行政區劃   | 河內市行政區劃 | 河內市行政區劃 | 河內市行政區劃 |
| 行政區名                         | 下轄行政區       | 面積 （km²）   | 人口 （人）    |                |
| -------------------------------- | ---------------- | -------------- | -------------- | -------------- |
| 12郡                             |                  |                |                |                |
| 巴亭郡 （Quận Ba Đình）          | 14坊             | 9.22           | 247,100        |                |
| 北慈廉郡 （Quận Bắc Từ Liêm）    | 13坊             | 43.35          | 333,300        |                |
| 紙橋郡 （Quận Cầu Giấy）         | 8坊              | 12.04          | 266,800        |                |
| 棟多郡 （Quận Đống Đa）          | 21坊             | 9.96           | 420,900        |                |
| 河東郡 （Quận Hà Đông）          | 17坊             | 47.91          | 319,800        |                |
| 二徵夫人郡 （Quận Hai Bà Trưng） | 18坊             | 9.6            | 318,000        |                |
| 還劍郡 （Quận Hoàn Kiếm）        | 18坊             | 5.29           | 160,600        |                |
| 黃梅郡 （Quận Hoàng Mai）        | 14坊             | 41.04          | 411,500        |                |
| 龍編郡 （Quận Long Biên）        | 14坊             | 60.38          | 291,900        |                |
| 南慈廉郡 （Quận Nam Từ Liêm）    | 10坊             | 32.27          | 236,700        |                |
| 西湖郡 （Quận Tây Hồ）           | 8坊              | 24             | 168,300        |                |
| 青春郡 （Quận Thanh Xuân）       | 11坊             | 9.11           | 285,400        |                |
| 各郡合計                         | 166坊            | 304.17         | 3,234,929      |                |
| 1市社                            |                  |                |                |                |
| 山西市社 （Thị xã Sơn Tây）      | 9坊6社           | 113.474        | 150,300        |                |
| 17縣                             |                  |                |                |                |
| 巴位縣 （Huyện Ba Vì）           | 1市鎮30社        | 428.0          | 282,600        |                |
| 彰美縣 （Huyện Chương Mỹ）       | 2市鎮30社        | 232.9          | 331,100        |                |
| 丹鳳縣 （Huyện Đan Phượng）      | 1市鎮15社        | 76,8           | 162,900        |                |
| 東英縣 （Huyện Đông Anh）        | 1市鎮23社        | 185.6          | 381,500        |                |
| 嘉林縣 （Huyện Gia Lâm）         | 2市鎮20社        | 116            | 276,300        |                |
| 懷德縣 （Huyện Hoài Đức）        | 1市鎮19社        | 95.3           | 229,400        |                |
| 麊泠縣 （Huyện Mê Linh）         | 2市鎮16社        | 141.26         | 226,800        |                |
| 美德縣 （Huyện Mỹ Đức）          | 1市鎮21社        | 230.0          | 204,800        |                |
| 富川縣 （Huyện Phú Xuyên）       | 2市鎮25社        | 171.1          | 211,100        |                |
| 福壽縣 （Huyện Phúc Thọ）        | 1市鎮20社        | 113.2          | 182,300        |                |
| 國威縣 （Huyện Quốc Oai）        | 1市鎮20社        | 136.0          | 188,000        |                |
| 朔山縣 （Huyện Sóc Sơn）         | 1市鎮25社        | 306.51         | 340,700        |                |
| 石室縣 （Huyện Thạch Thất）      | 1市鎮22社        | 128,1          | 207,500        |                |
| 青威縣 （Huyện Thanh Oai）       | 1市鎮20社        | 129.6          | 205,200        |                |
| 青池縣 （Huyện Thanh Trì）       | 1市鎮15社        | 98.22          | 256,800        |                |
| 常信縣 （Huyện Thường Tín）      | 1市鎮28社        | 127.7          | 247,700        |                |
| 應和縣 （Huyện Ứng Hòa）         | 1市鎮28社        | 183.72         | 204,800        |                |
| 各縣合計                         | 21市鎮377社      | 2,997.68       | 3,972,851      |                |
| 總合計                           | 175坊21市鎮383社 | 3,344.47       | 7,408,245      |                |

### 2025年7月後的行政區劃

#### 坊
- 白梅坊（Phường Bạch Mai）
- 巴亭坊（Phường Ba Đình）
- 菩提坊（Phường Bồ Đề）
- 梂紙坊（Phường Cầu Giấy）
- 彰美坊（Phường Chương Mỹ）
- 𨷶南坊（Phường Cửa Nam）
- 大姥坊（Phường Đại Mỗ）
- 定功坊（Phường Định Công）
- 埬栘坊（Phường Đống Đa）
- 東鄂坊（Phường Đông Ngạc）
- 陽內坊（Phường Dương Nội）
- 講武坊（Phường Giảng Võ）
- 河東坊（Phường Hà Đông）
- 𠄩婆徵坊（Phường Hai Bà Trưng）
- 泓烈坊（Phường Hoàng Liệt）
- 黃梅坊（Phường Hoàng Mai）
- 還劍坊（Phường Hoàn Kiếm）
- 紅河坊（Phường Hồng Hà）
- 姜亭坊（Phường Khương Đình）
- 建興坊（Phường Kiến Hưng）
- 金蓮坊（Phường Kim Liên）
- 廊坊（Phường Láng）
- 嶺南坊（Phường Lĩnh Nam）
- 龍編坊（Phường Long Biên）
- 義都坊（Phường Nghĩa Đô）
- 玉河坊（Phường Ngọc Hà）
- 塢𢄂椰坊（Phường Ô Chợ Dừa）
- 福利坊（Phường Phúc Lợi）
- 富演坊（Phường Phú Diễn）
- 富良坊（Phường Phú Lương）
- 富上坊（Phường Phú Thượng）
- 芳烈坊（Phường Phương Liệt）
- 山西坊（Phường Sơn Tây）
- 西湖坊（Phường Tây Hồ）
- 西姥坊（Phường Tây Mỗ）
- 西就坊（Phường Tây Tựu）
- 清烈坊（Phường Thanh Liệt）
- 青春坊（Phường Thanh Xuân）
- 上葛坊（Phường Thượng Cát）
- 慈廉坊（Phường Từ Liêm）
- 從善坊（Phường Tùng Thiện）
- 湘梅坊（Phường Tương Mai）
- 文廟国子監坊（Phường Văn Miếu - Quốc Tử Giám）
- 越興坊（Phường Việt Hưng）
- 永興坊（Phường Vĩnh Hưng）
- 永綏坊（Phường Vĩnh Tuy）
- 春鼎坊（Phường Xuân Đỉnh）
- 春芳坊（Phường Xuân Phương）
- 安和坊（Phường Yên Hòa）
- 安義坊（Phường Yên Nghĩa）
- 安所坊（Phường Yên Sở）

#### 社
- 安慶社（Xã An Khánh）
- 𠀧位社（Xã Ba Vì）
- 不魃社（Xã Bất Bạt）
- 鉢場社（Xã Bát Tràng）
- 平明社（Xã Bình Minh）
- 彰陽社（Xã Chương Dương）
- 專美社（Xã Chuyên Mỹ）
- 古都社（Xã Cổ Đô）
- 多福社（Xã Đa Phúc）
- 大清社（Xã Đại Thanh）
- 大川社（Xã Đại Xuyên）
- 民和社（Xã Dân Hòa）
- 丹鳳社（Xã Đan Phượng）
- 兌芳社（Xã Đoài Phương）
- 東英社（Xã Đông Anh）
- 陽和社（Xã Dương Hòa）
- 嘉林社（Xã Gia Lâm）
- 下憑社（Xã Hạ Bằng）
- 喝門社（Xã Hát Môn）
- 和樂社（Xã Hòa Lạc）
- 和富社（Xã Hòa Phú）
- 和舍社（Xã Hòa Xá）
- 懷德社（Xã Hoài Đức）
- 鴻山社（Xã Hồng Sơn）
- 紅雲社（Xã Hồng Vân）
- 興道社（Xã Hưng Đạo）
- 香山社（Xã Hương Sơn）
- 喬富社（Xã Kiều Phú）
- 金英社（Xã Kim Anh）
- 連明社（Xã Liên Minh）
- 麊泠社（Xã Mê Linh）
- 明珠社（Xã Minh Châu）
- 美德社（Xã Mỹ Đức）
- 南扶社（Xã Nam Phù）
- 玉洄社（Xã Ngọc Hồi）
- 內排社（Xã Nội Bài）
- 烏延社（Xã Ô Diên）
- 富葛社（Xã Phú Cát）
- 扶董社（Xã Phù Đổng）
- 富義社（Xã Phú Nghĩa）
- 富川社（Xã Phú Xuyên）
- 福祿社（Xã Phúc Lộc）
- 福山社（Xã Phúc Sơn）
- 福盛社（Xã Phúc Thịnh）
- 福壽社（Xã Phúc Thọ）
- 鳳翼社（Xã Phượng Dực）
- 廣被社（Xã Quảng Bị）
- 光明社（Xã Quang Minh）
- 廣威社（Xã Quảng Oai）
- 國威社（Xã Quốc Oai）
- 朔山社（Xã Sóc Sơn）
- 山桐社（Xã Sơn Đồng）
- 二溪社（Xã Suối Hai）
- 三興社（Xã Tam Hưng）
- 西方社（Xã Tây Phương）
- 石室社（Xã Thạch Thất）
- 青威社（Xã Thanh Oai）
- 青池社（Xã Thanh Trì）
- 天祿社（Xã Thiên Lộc）
- 書林社（Xã Thư Lâm）
- 順安社（Xã Thuận An）
- 上福社（Xã Thượng Phúc）
- 常信社（Xã Thường Tín）
- 進勝社（Xã Tiến Thắng）
- 陳富社（Xã Trần Phú）
- 中野社（Xã Trung Giã）
- 應和社（Xã Ứng Hòa）
- 應天社（Xã Ứng Thiên）
- 雲亭社（Xã Vân Đình）
- 物賴社（Xã Vật Lại）
- 永清社（Xã Vĩnh Thanh）
- 春枚社（Xã Xuân Mai）
- 安排社（Xã Yên Bài）
- 安朗社（Xã Yên Lãng）
- 安春社（Xã Yên Xuân）

## 人口

### 語言
以越南語為主，旅游区通行少量英语和少量华语。

## 經濟
從二十世紀90年代開始，河內的工業開始迅速發展，工業生產總值年均增長率1991-95年在19.1%，1996-2000年在 15.9%，2001-03年在20.9%。此外，現已有8個工業園區，正在興建的有5個大型工業園區，16個中小型的工業群。非國有經濟機構快速擴展， 據2007年3月的統計資料顯示，現有私有營企業48000家。河內建有自己的工業體系，擁有機械、化工、紡織、制糖、捲煙等工業部門，其中機器製造成為全國中心，如河內機器製造廠能生產各種精密程度很高的工作母機和新式農業機械供應全國，使河內已由消費城市變成了生產城市。
貿易是河內的另一大主要的支柱產業。2003年，河內有2000家對外貿易公司，與161個國家和地區建立了貿易關係。河內的貿易額年均增長率1996-2000年為11.6%，2001-2003年為9.1%。經濟框架也在經歷一個重要的轉型，目前旅遊、金融和銀行業逐漸佔據重要地位。河內的傳統的商業區還劍區及其周邊地帶，新發展起來的商業區是西南方向美定區。
與胡志明市類似，河內的房地產市場發展迅速。河內市的經濟增長速度與其基礎設施水準不相匹配。過多的人口產生了極大的住房需求，然而交通系統和新興城區的建造速度嚴重滯後。因此，房地產的高溫相信在近期是難以消退。
農業曾是河內經濟的支柱產業，目前正在努力進行改革，引進新的高產糧食和牲畜種類，並推行現代的農業管理技術。
與經濟增長相應的，河內的景觀發生了翻天覆地的變化，特別是在近幾年，基礎設施一直在升級、更新換代，新建多條道路，公共交通系統也在不斷完善。今日的河內市，城市面積由1954年的152平方公里擴展到1000餘平方公里，人口由當時的40余萬增加到約310萬，是越南政治、經濟和文化中心。河內市區幾條寬廣筆直的大街，以還劍湖為中心，向四周成輻射狀延伸，街道兩旁生長著四季長青的高大樹木。

## 教育

### 大學
- 河內大學（越南语：／?）
- 河內法律大學
- 河內師範大學
- 河内國家大學（越南语：／?）
- 河内理工大學
- 河内医科大學（越南语：／*/?）
- 公共醫療大學（越南语：／*/?）
- 國民經濟大學
- 河内建築大學（越南语：／*/?）
- 河内美術大學
- 河内農業大學
- 河内地質大學
- 外商大學
- 貿易大學
- 交通運輸大學
- 軍事技術學院
- 東方大學
- 財政學院
- 国际关系学院
- 銀行學院

## 旅遊
古時，河內分為內城（市區）和外城（郊區）兩部分。內城又分紫城、皇城和京城3部分。皇帝、後妃及其子孫、侍從居住的地方稱紫城；環繞紫城的是皇城，是朝臣、官吏的辦事機構所在地；皇城之外的街坊、集市、居民區是京城。昔日，皇城內御苑園林，景色秀麗，紫城內樓臺殿閣，金碧輝煌，京城內寶塔高聳，寺廟林立。後來因改朝換代，兵荒馬亂，戰事頻發，近千年的李、陳、黎、阮朝的古建築屢遭破壞，宮殿已蕩然無存，城垣也只保存下來不足200米的正北門以及官掌門。
河內是越南最多觀光客造訪的城市（於亞太地區排名第15位），2018年就有480萬名外國觀光客造訪。由於受到法國殖民的影響，河內也有「東方巴黎」之稱。河內市區有許多林蔭大道、20餘座以上的湖和上千棟法國殖民式建築，因此成為熱門的觀光景點。
河內市區的觀光景點一般可分為古街區和法國殖民區。「古街區」位於還劍郡北半部，有許多小巷街道，具有濃厚的傳統越式氛圍。古街區的許多街道依然沿用舊時名稱「行」，象徵該街道店舖所販售的物品，例如皮行街專售皮貨、銅行街專售銅器。「法國區」則位於巴亭郡的政府機關區域和還劍郡南半部，具有獨特的法國殖民式的莊園和林蔭大道。越南的政治中心巴亭郡設有許多越南政府機關，包含河内主席府、國民議會和許多政府部門和大使館。這些機關大多都設立於法屬印度支那殖民時期的建築。一柱寺和胡志明纪念堂也都位於巴亭郡，而還劍郡南半部的法國區有許多法國殖民地標，例如河內大劇院、河內索菲特大都市飯店、越南国家历史博物馆和圣若瑟主教座堂。還劍郡內多數的法國殖民建築也都用於設立外國使館。
2014起，河內連續獲得TripAdvisor選為全球前十大觀光地。2014年為第8名，2015年為第4名，2016年則為第8名。

### 購物
河內的各種手工藝品、旅遊紀念品的品種非常齊全。河內的購物場所主要集中在還劍湖附近。

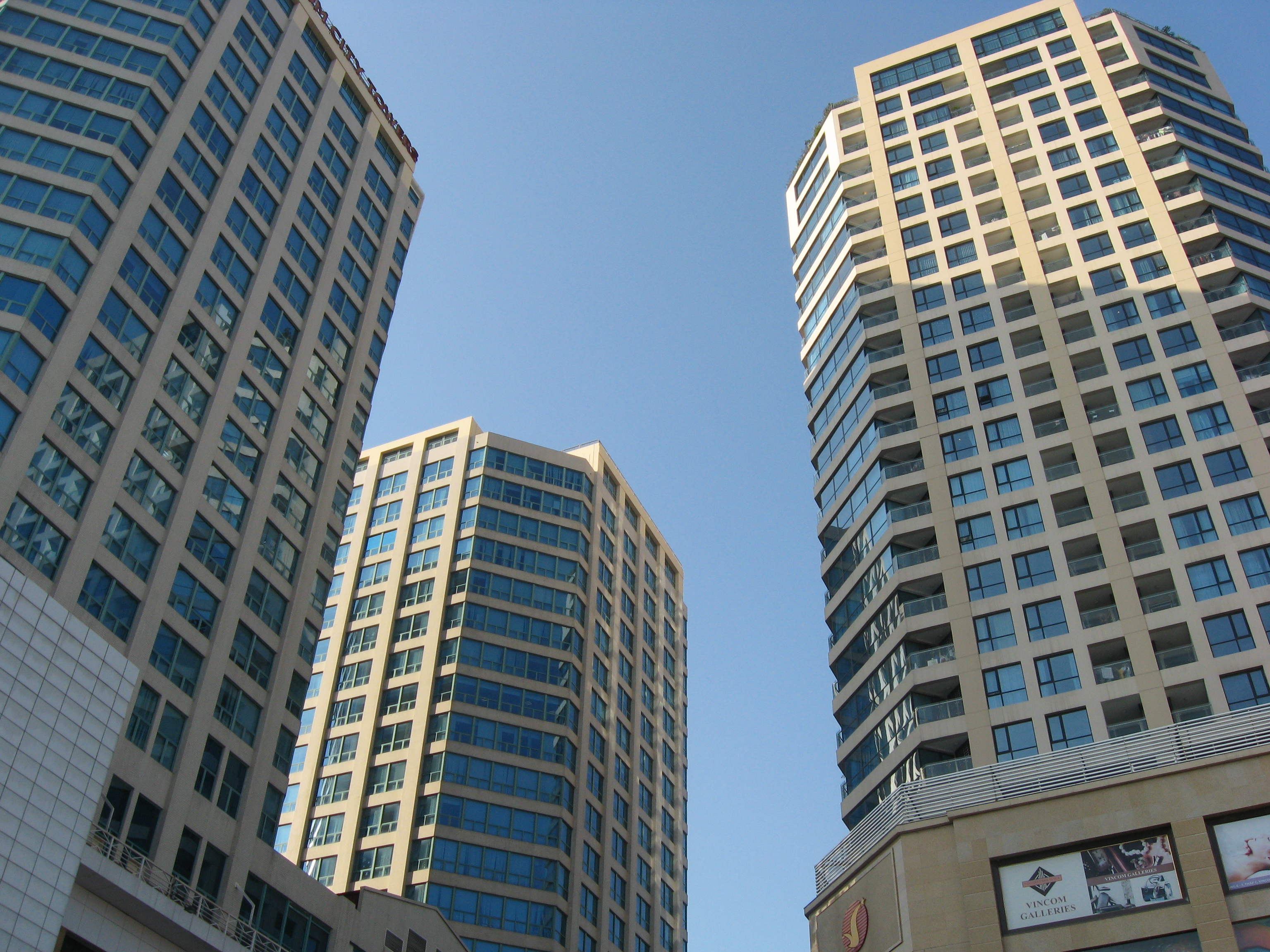
Vincom Center

- 三十六行街是一片老街區的總稱，位於河內城東北，原皇城和還劍湖之間。過去河內主要的商業街，每條街都只賣同一類東西，所以叫「行」。現在河內的生意人仍然喜歡紮堆，可以看到整條街的錦旗、整條街的炊具等等。
- 同春市場：也位於還劍湖以北，舊城中心。一樓大門口很多賣果脯蜜餞的攤位，二樓賣各種布料。
- 長前廣場（Tràng Tiền Plaza）：位於還劍湖以南的長前大街上。
- 鉢塲：被譽為「越南景德鎮」，其瓷器非常有名。位於河內市東部，離河內市中心約7公里。

### 景點

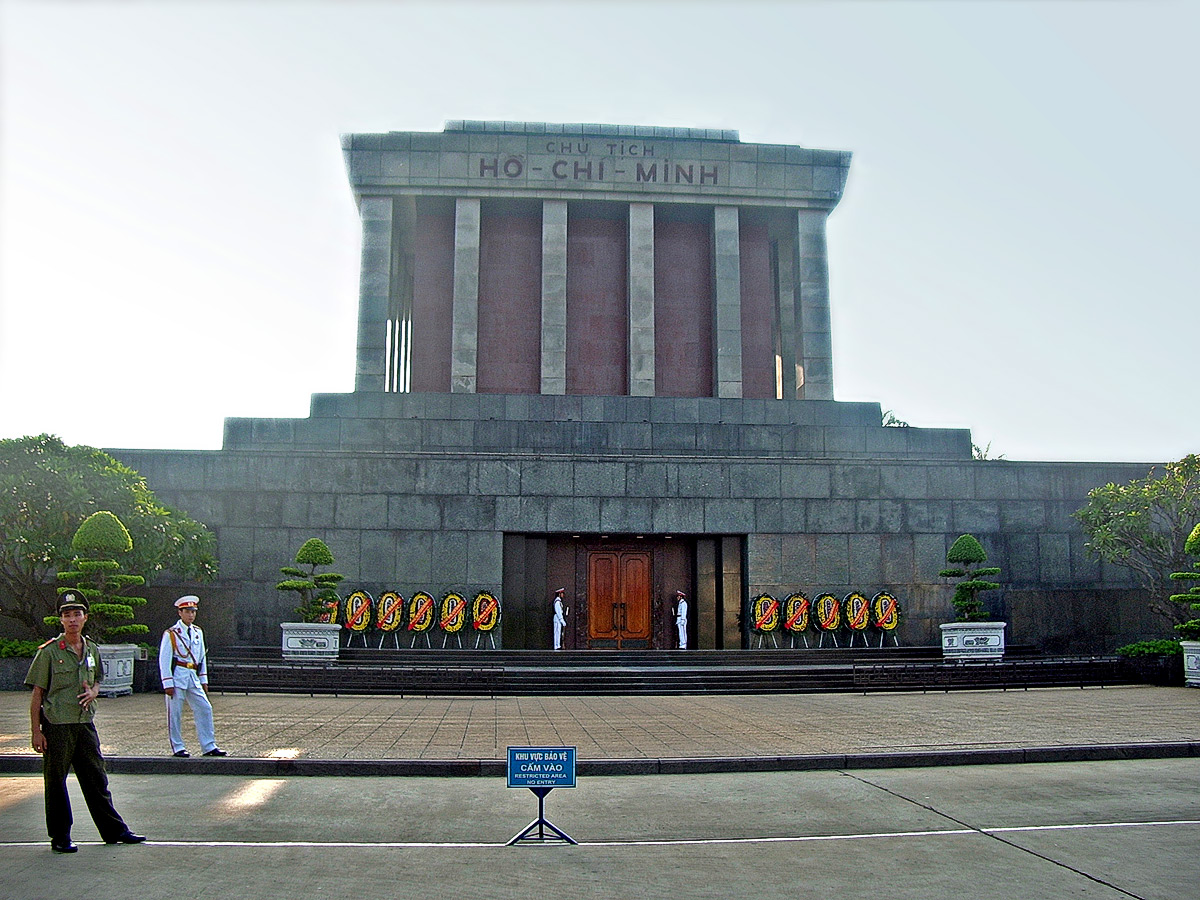
胡志明纪念堂
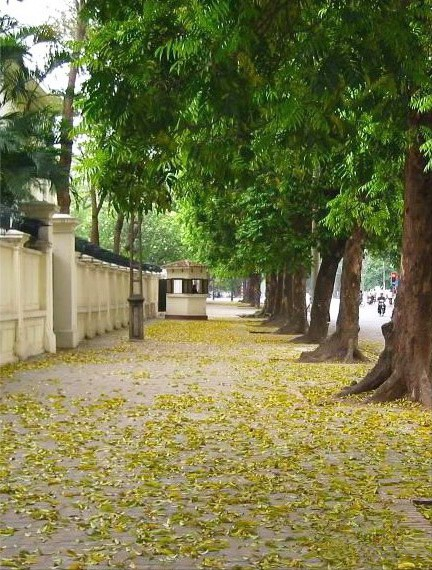
林蔭大道
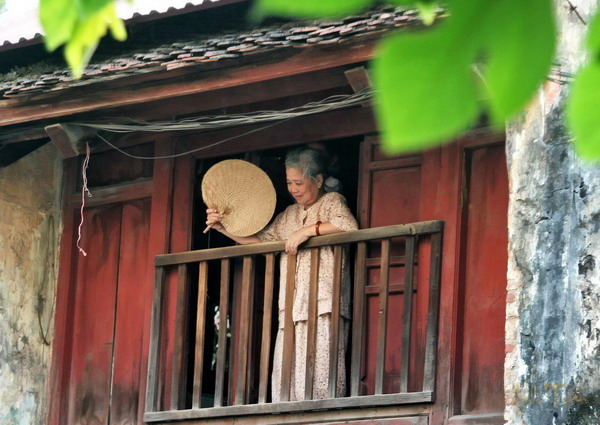
河內老屋建築
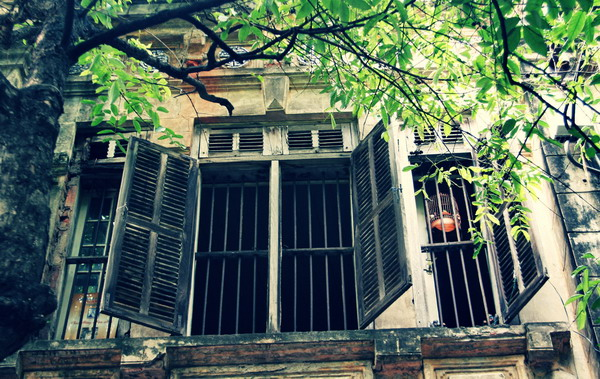
阮超街
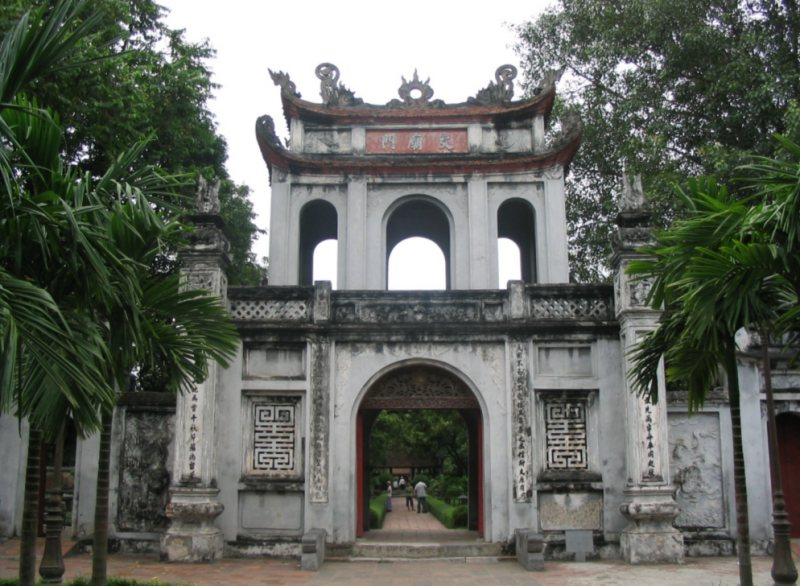
文廟
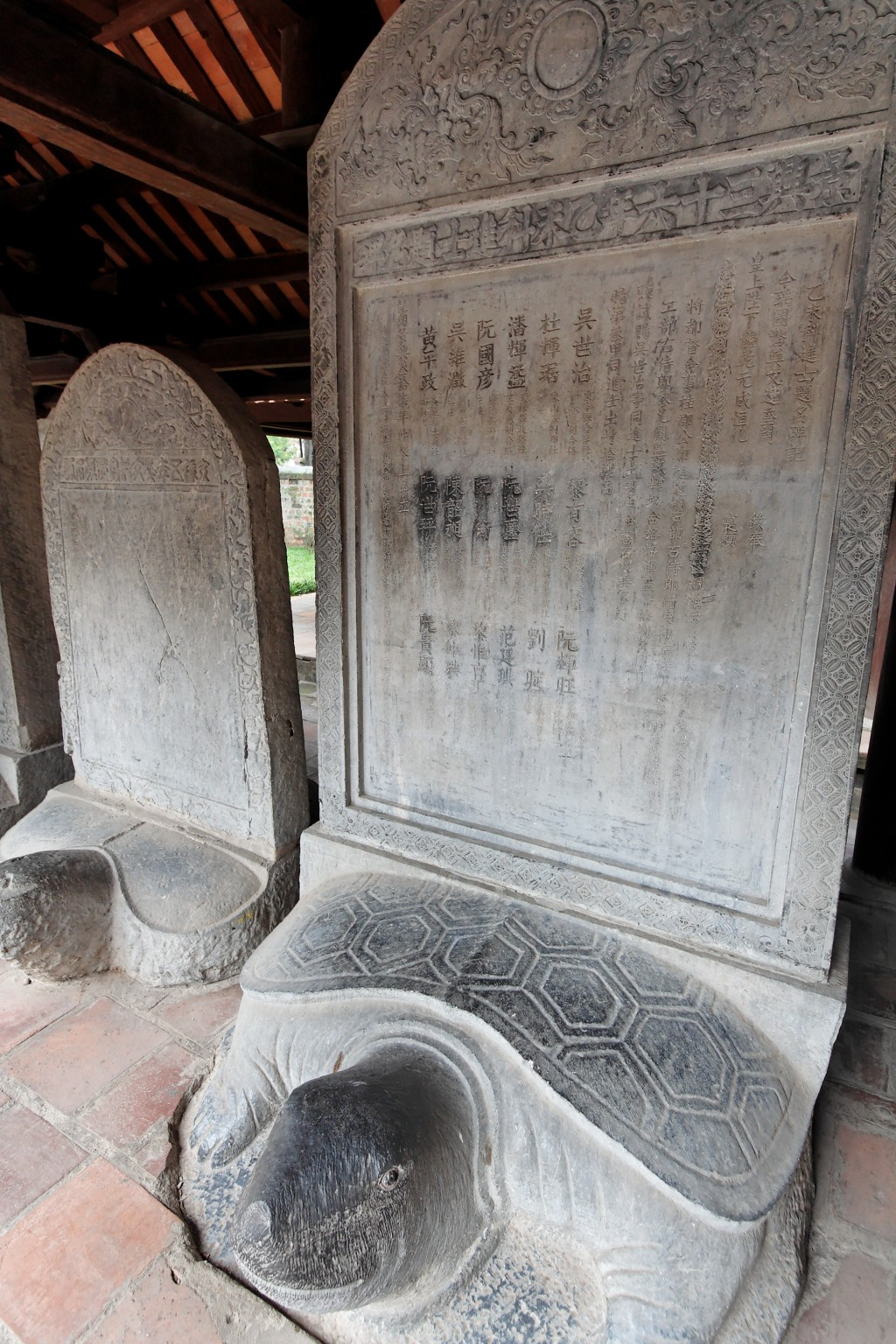
文廟內科舉高中者的名碑

- 越南軍事歷史博物館
- 革命運動博物館
- 巴亭广场
- 还剑湖
- 火爐監獄
- 昇龍皇城
- 越南民族博物館
- 河內博物館
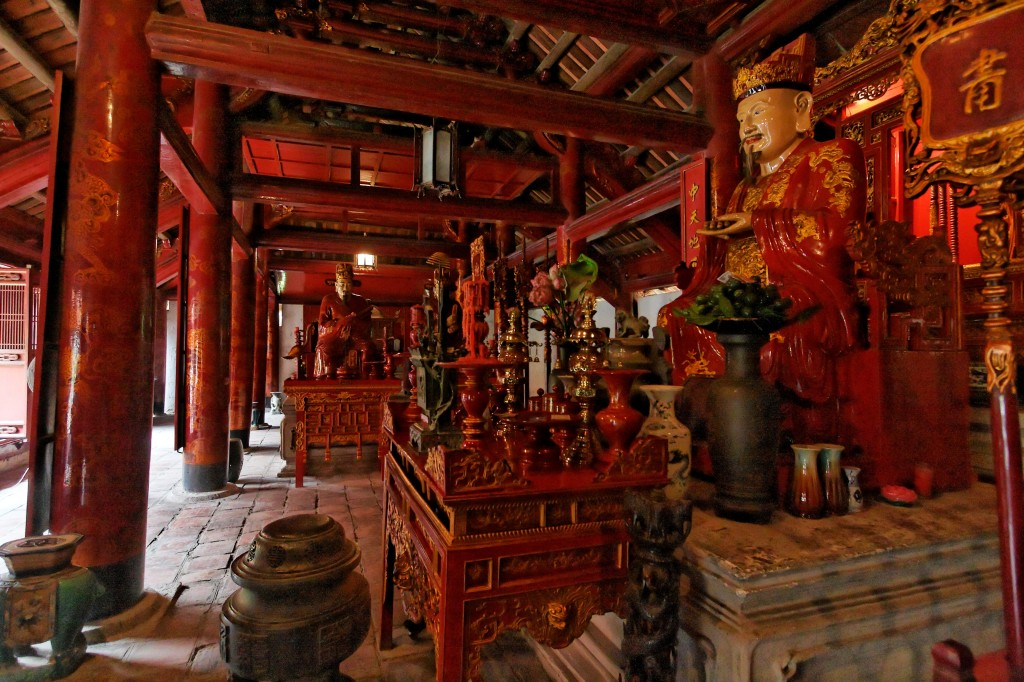
河內文廟
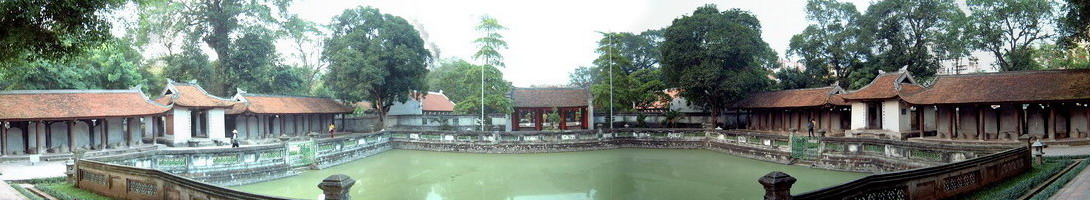
文廟大湖
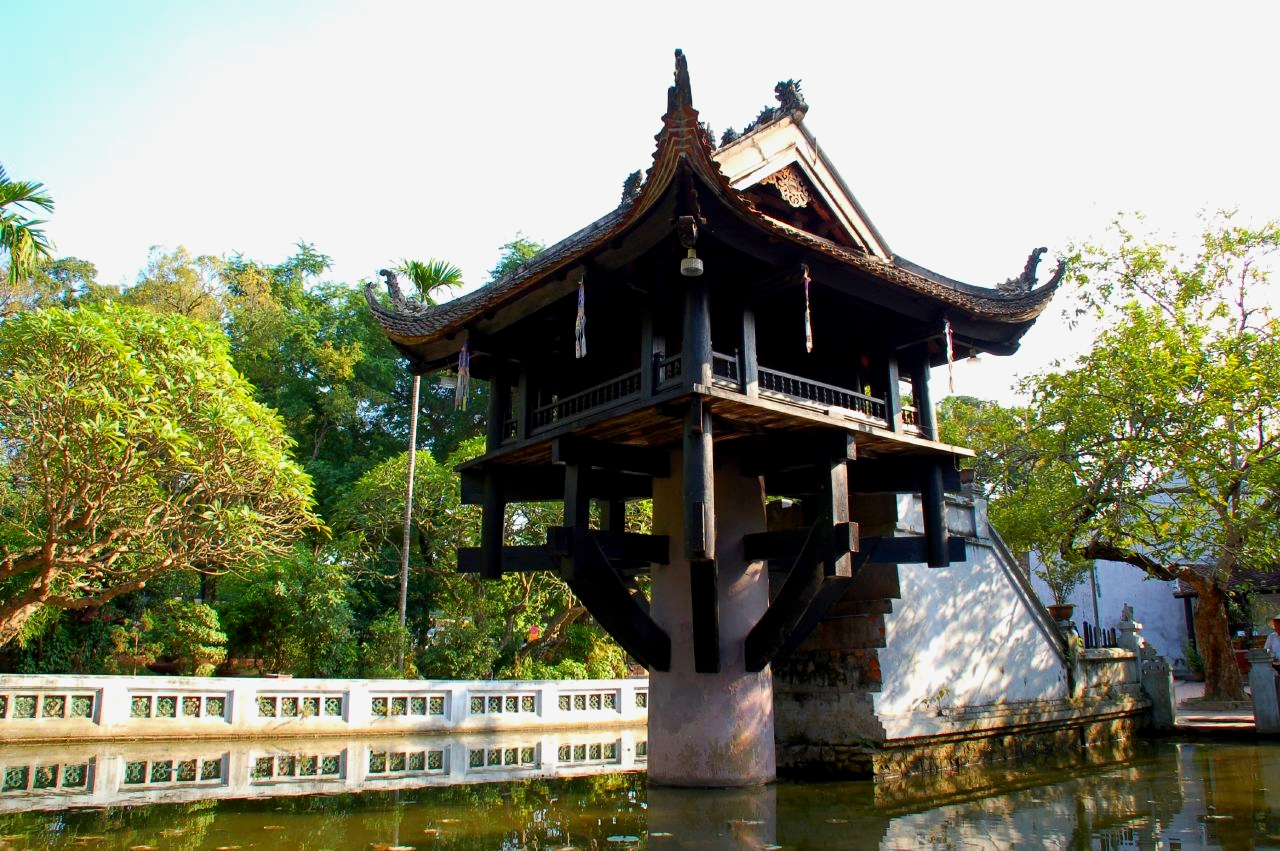
一柱寺
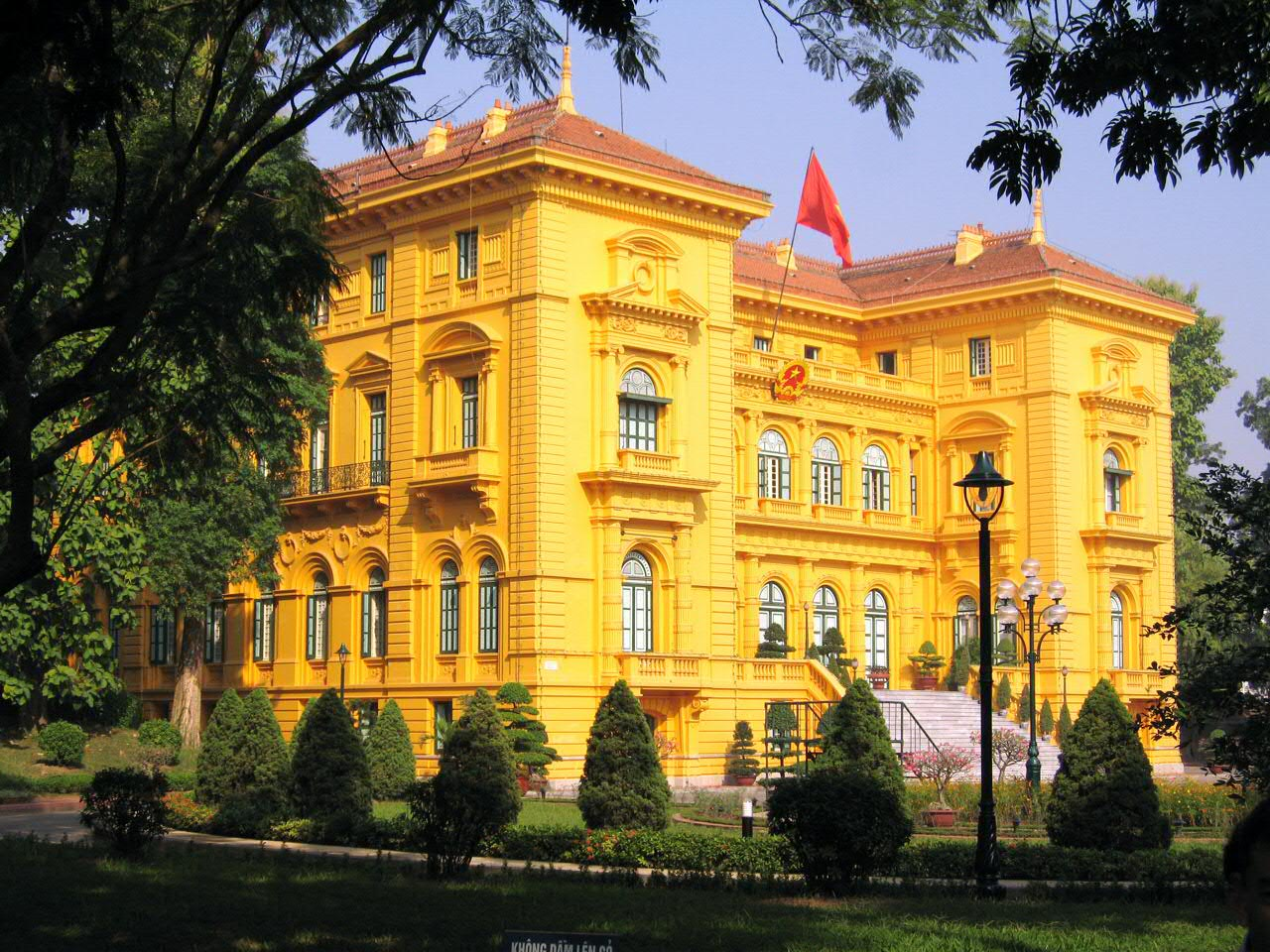
越南主席府
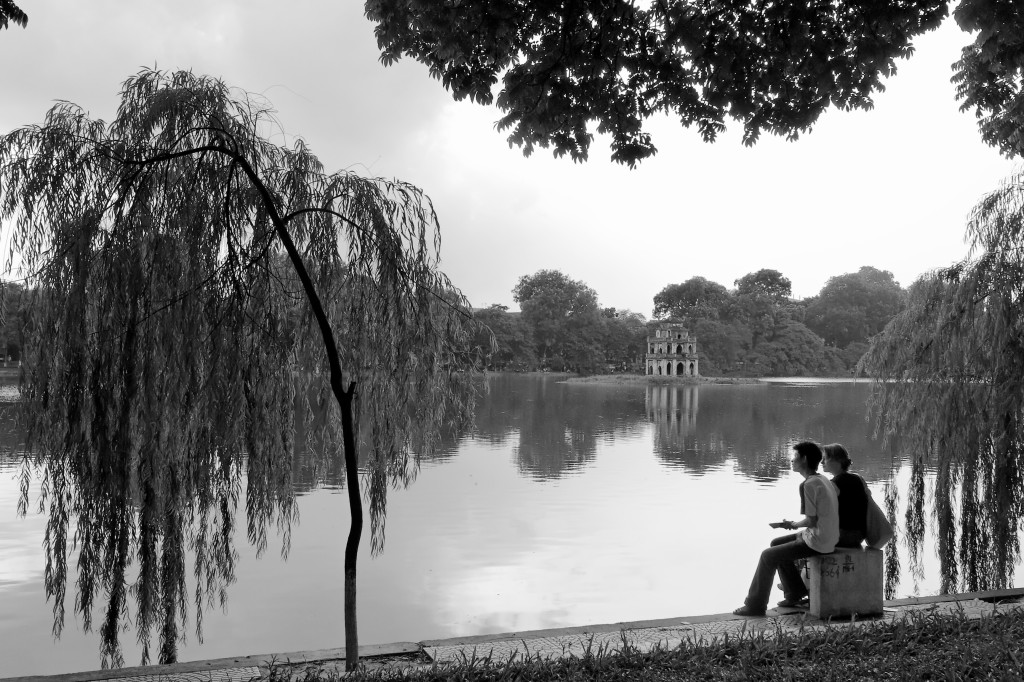
還劍湖
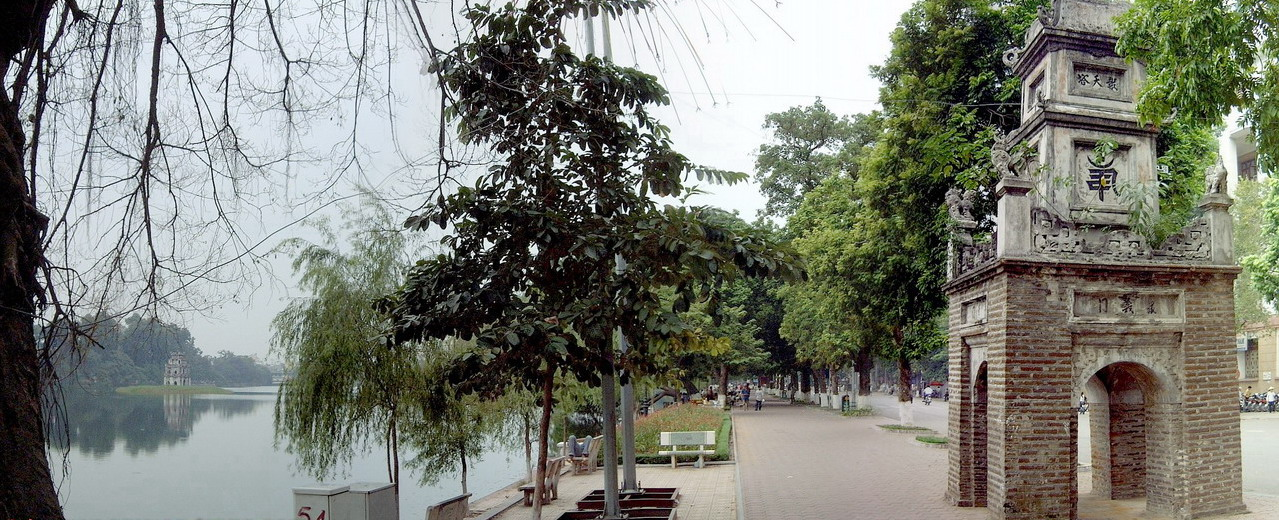
还剑湖入口
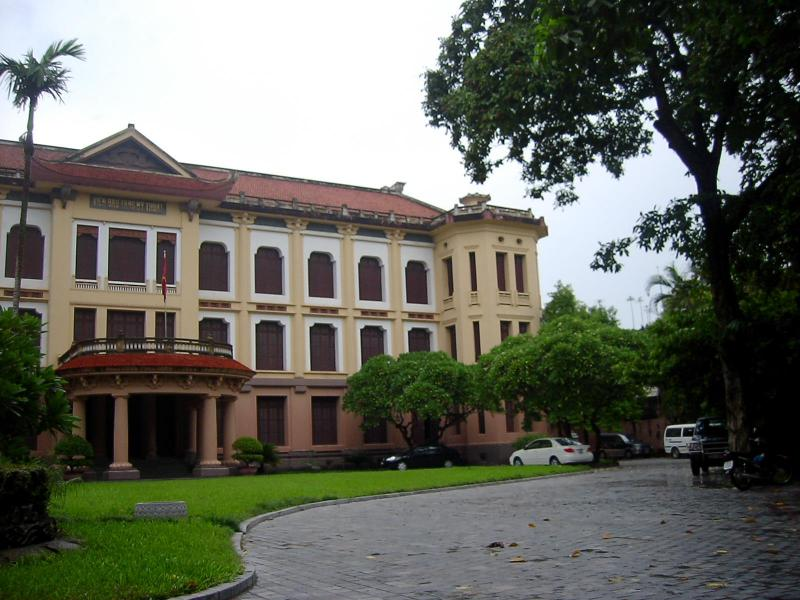
越南美術博物館
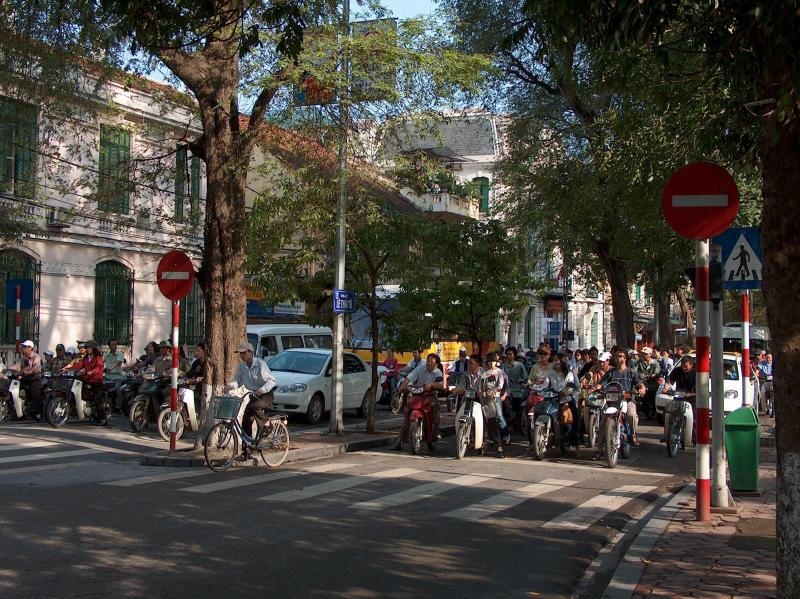
河內街頭
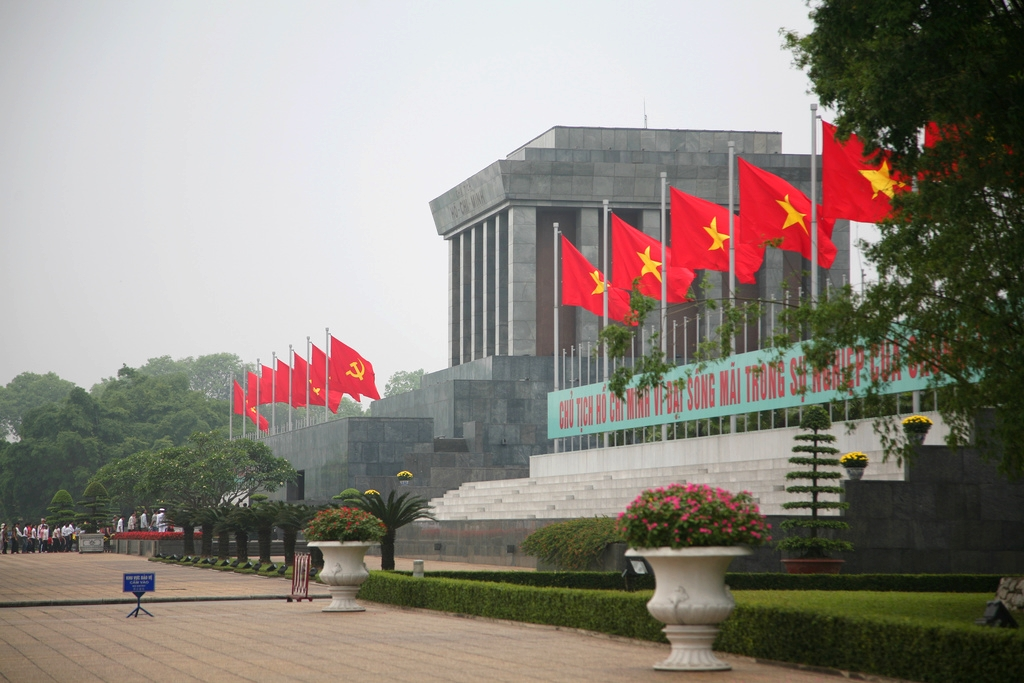
胡志明纪念堂
統一公園
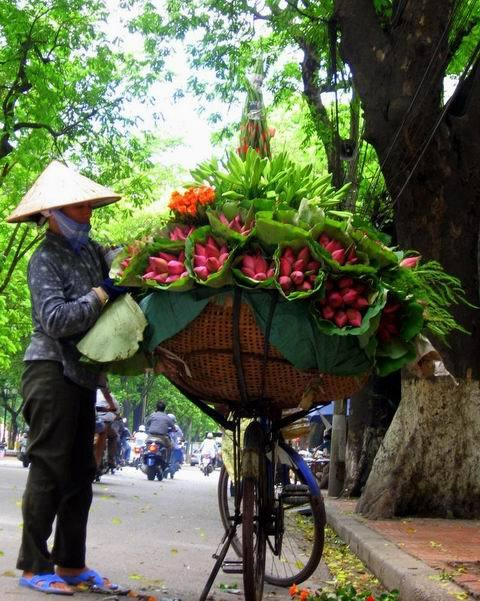
賣花車
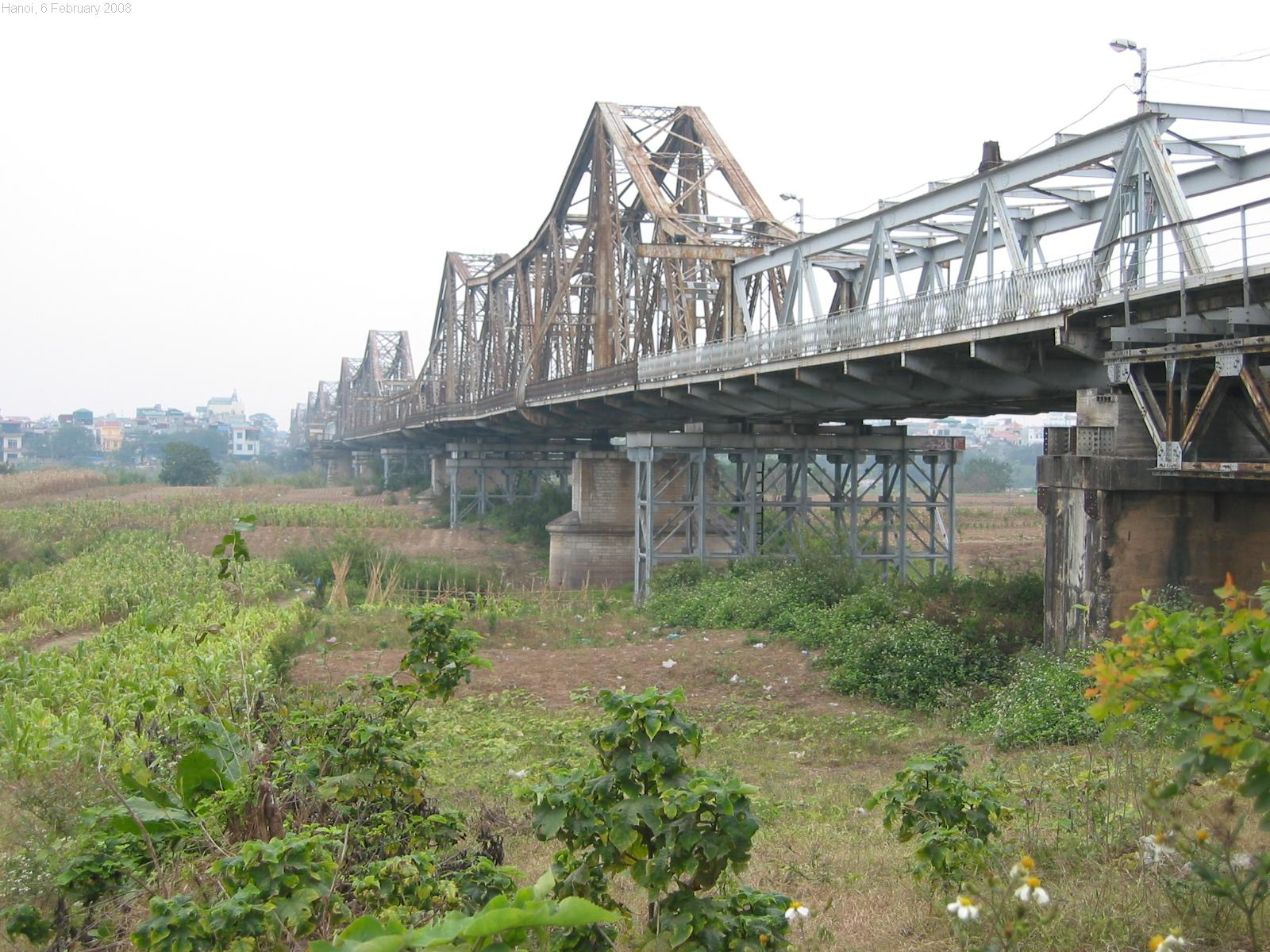
龍編橋
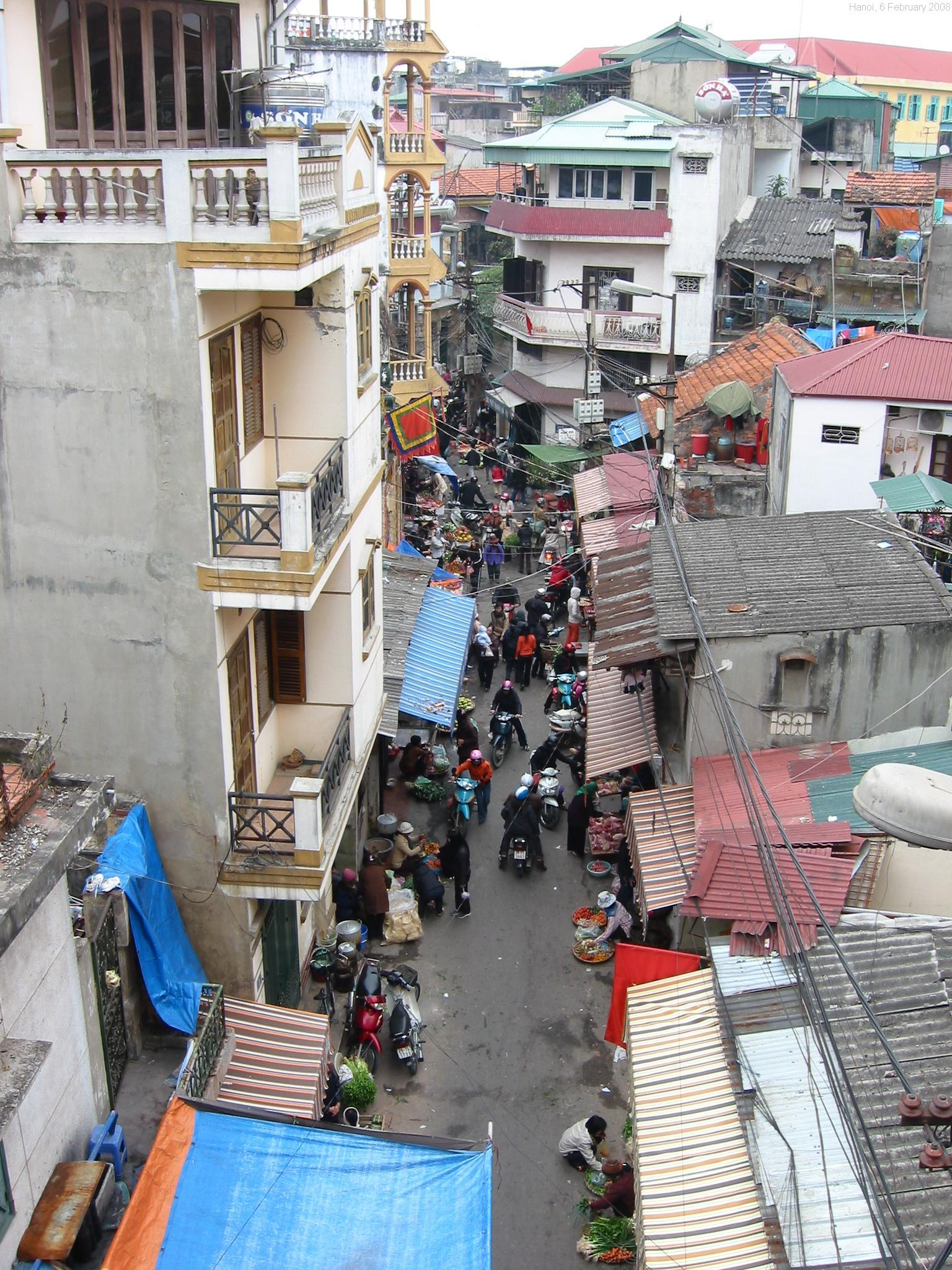
舊公寓街區
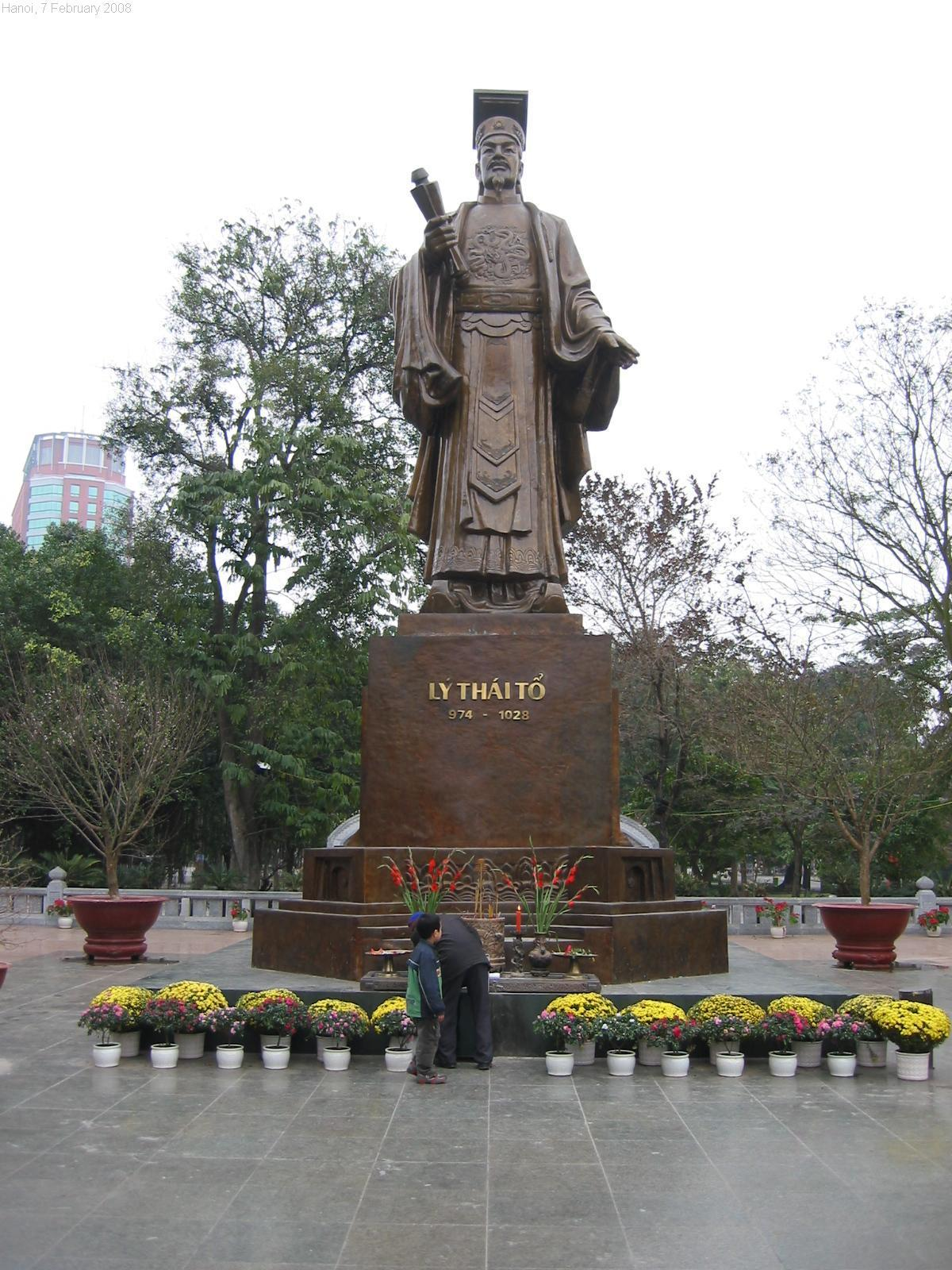
李公蘊雕像
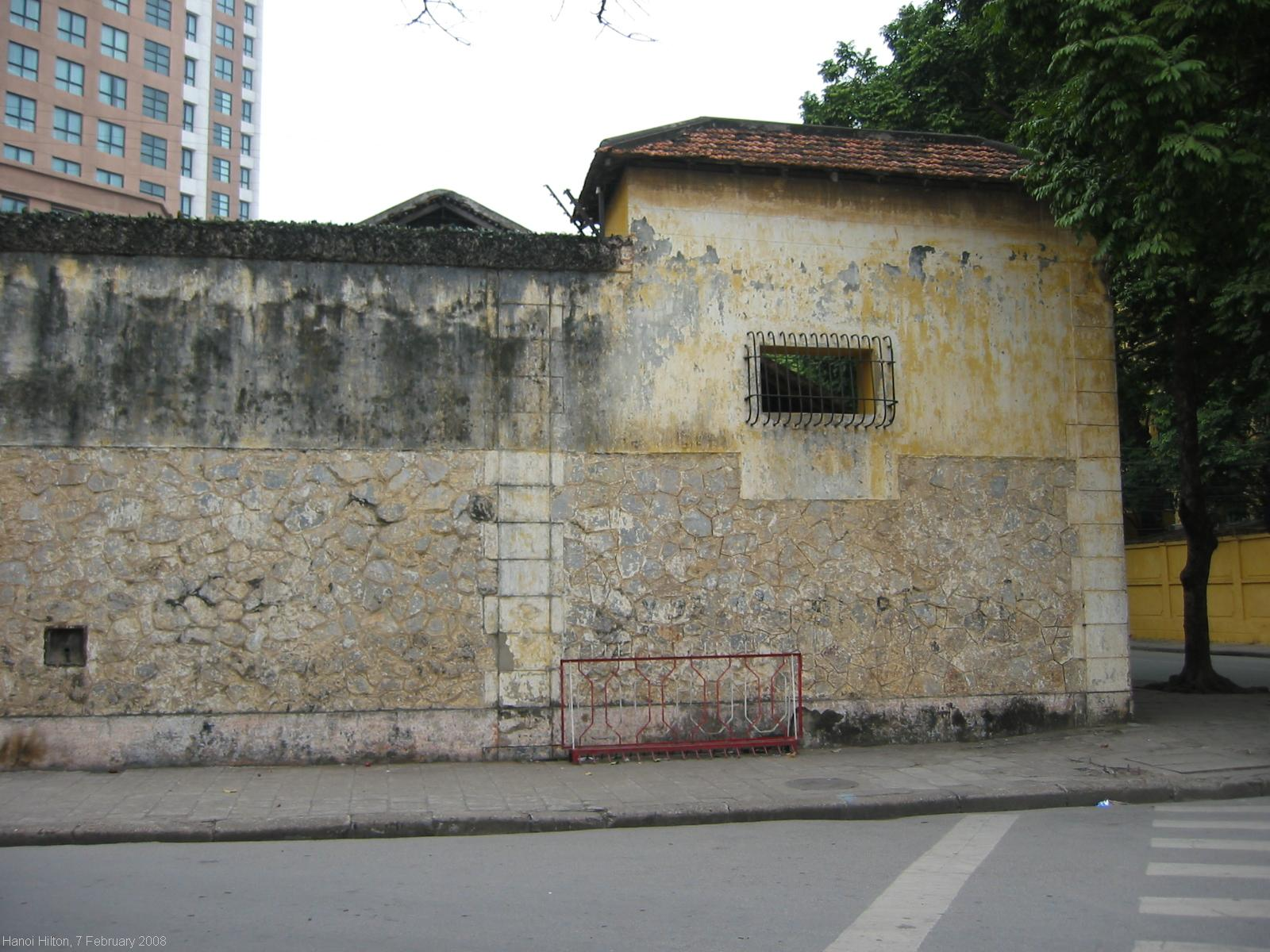
火爐監獄
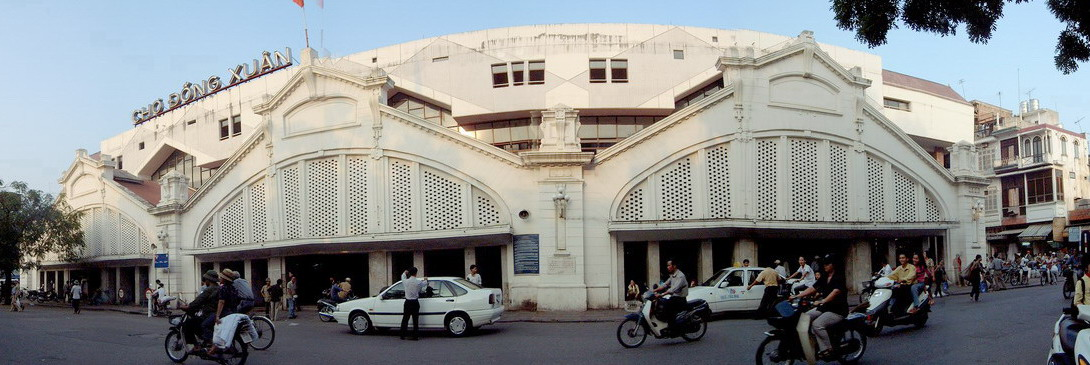
同春市场
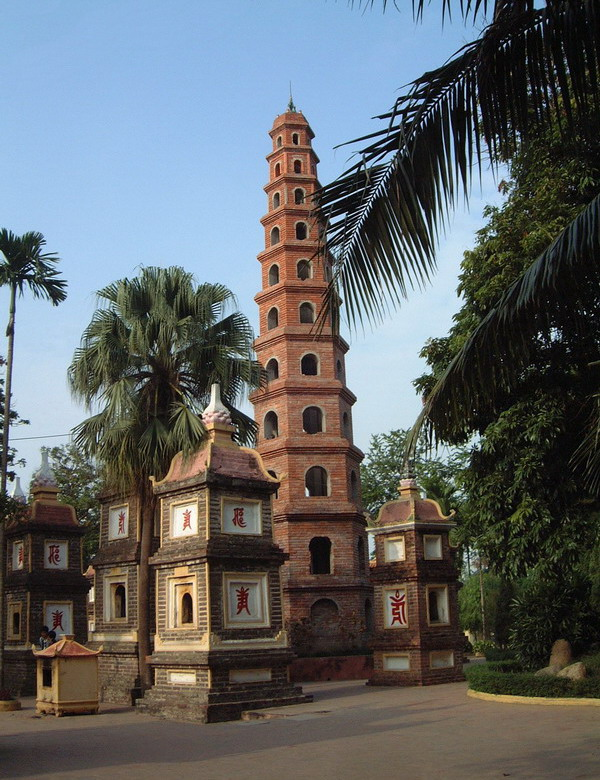
鎭國寺寶塔
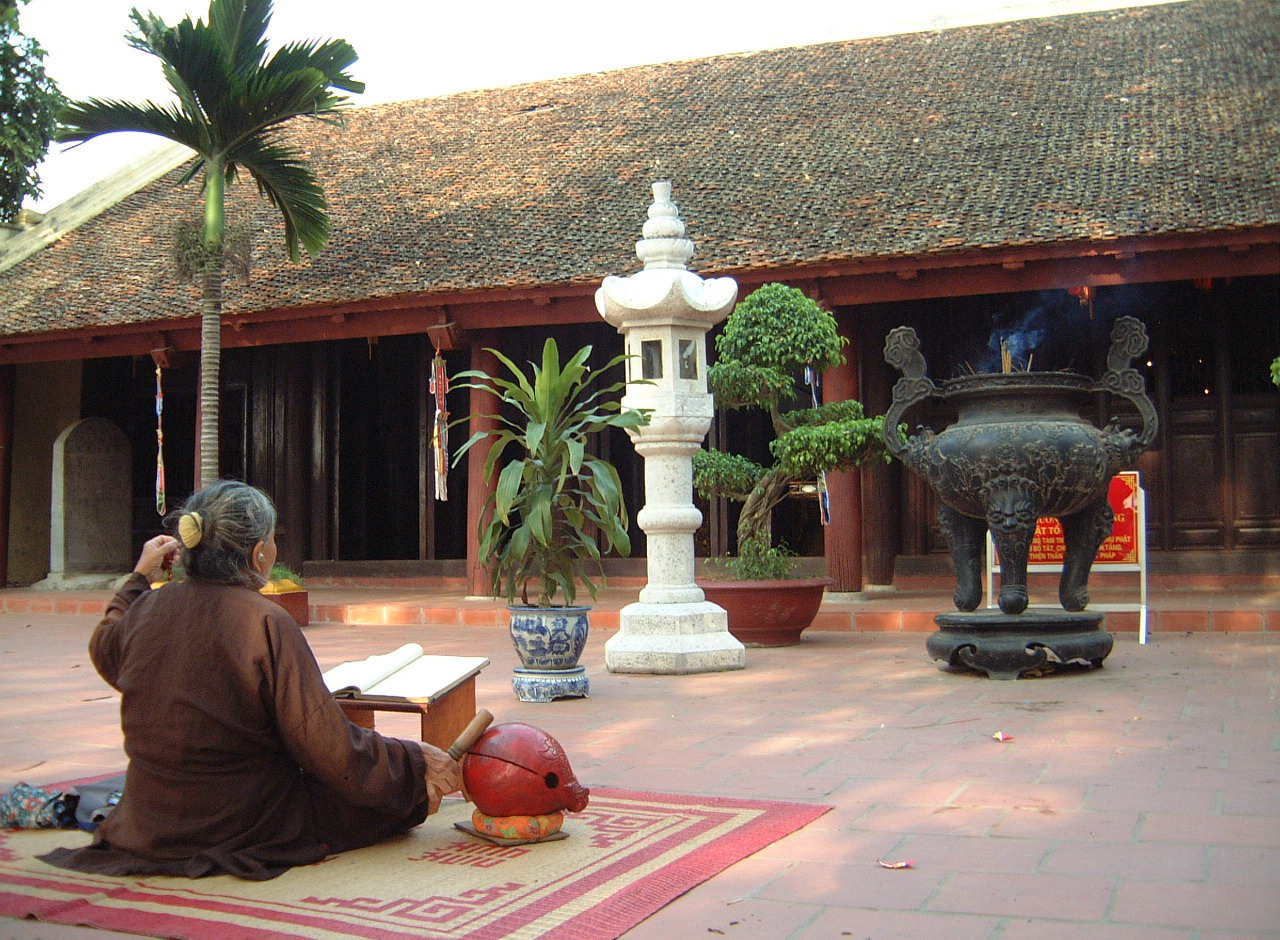
鎭國寺花園
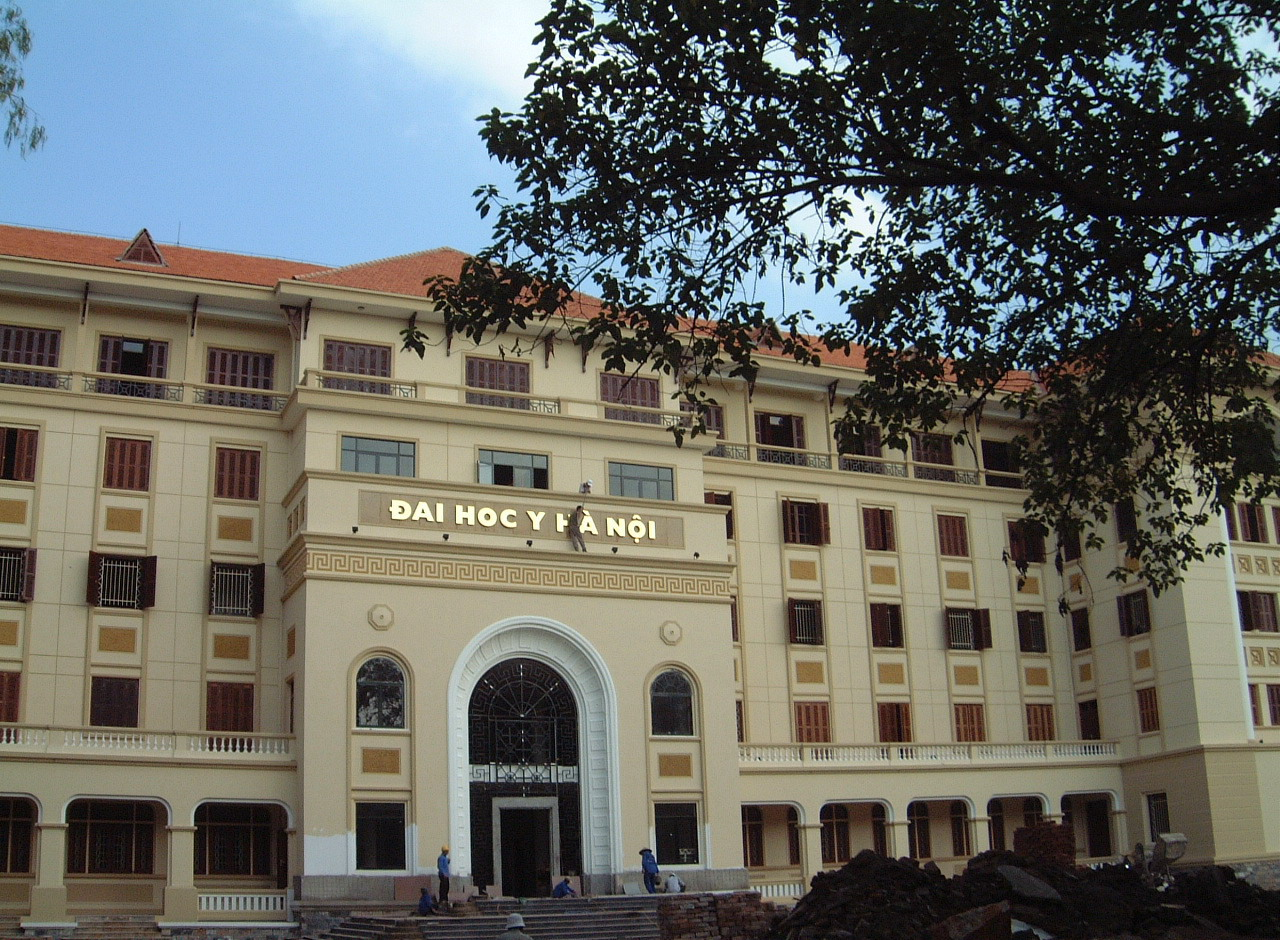
河內醫學院
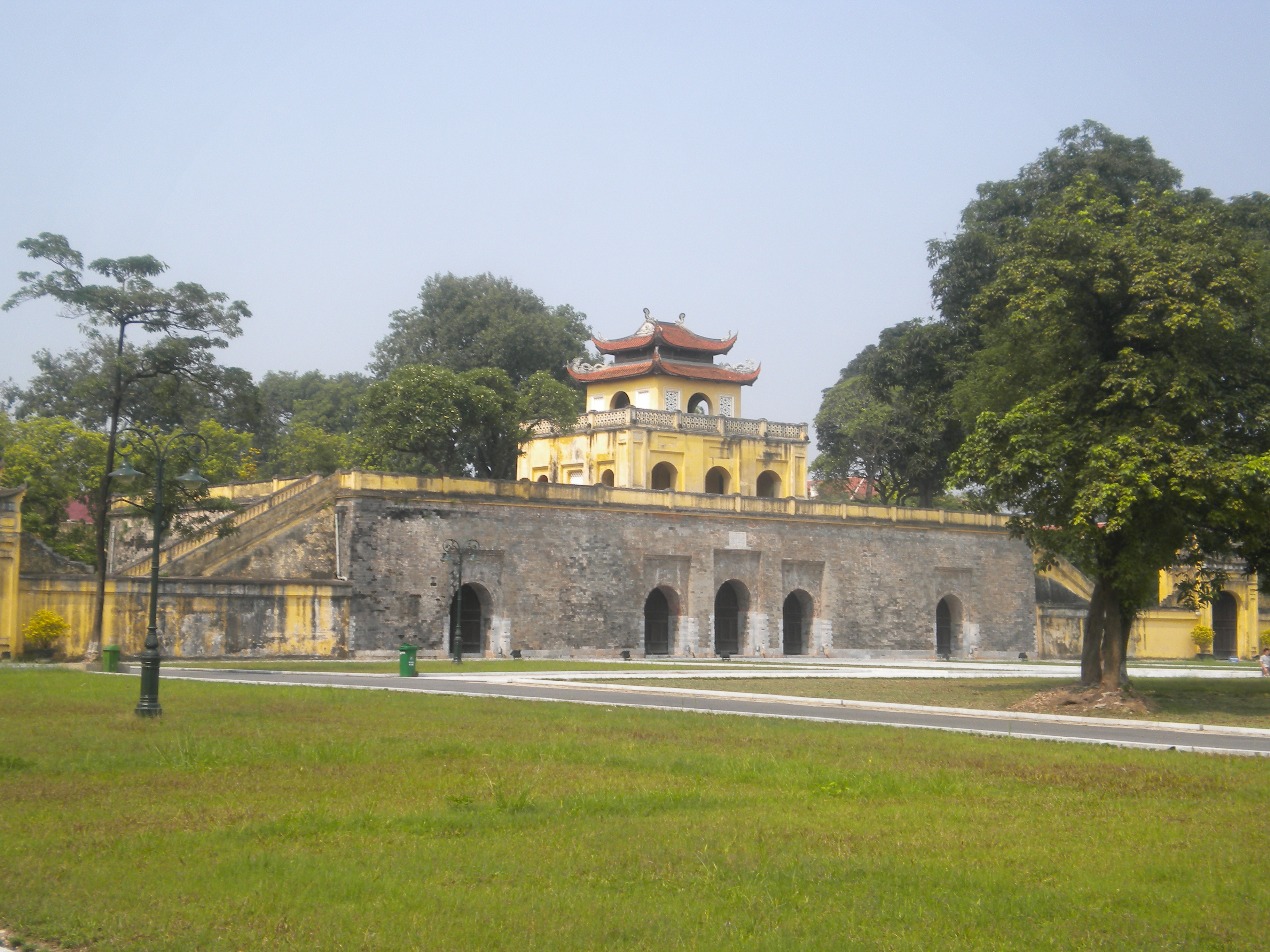
昇龍皇城
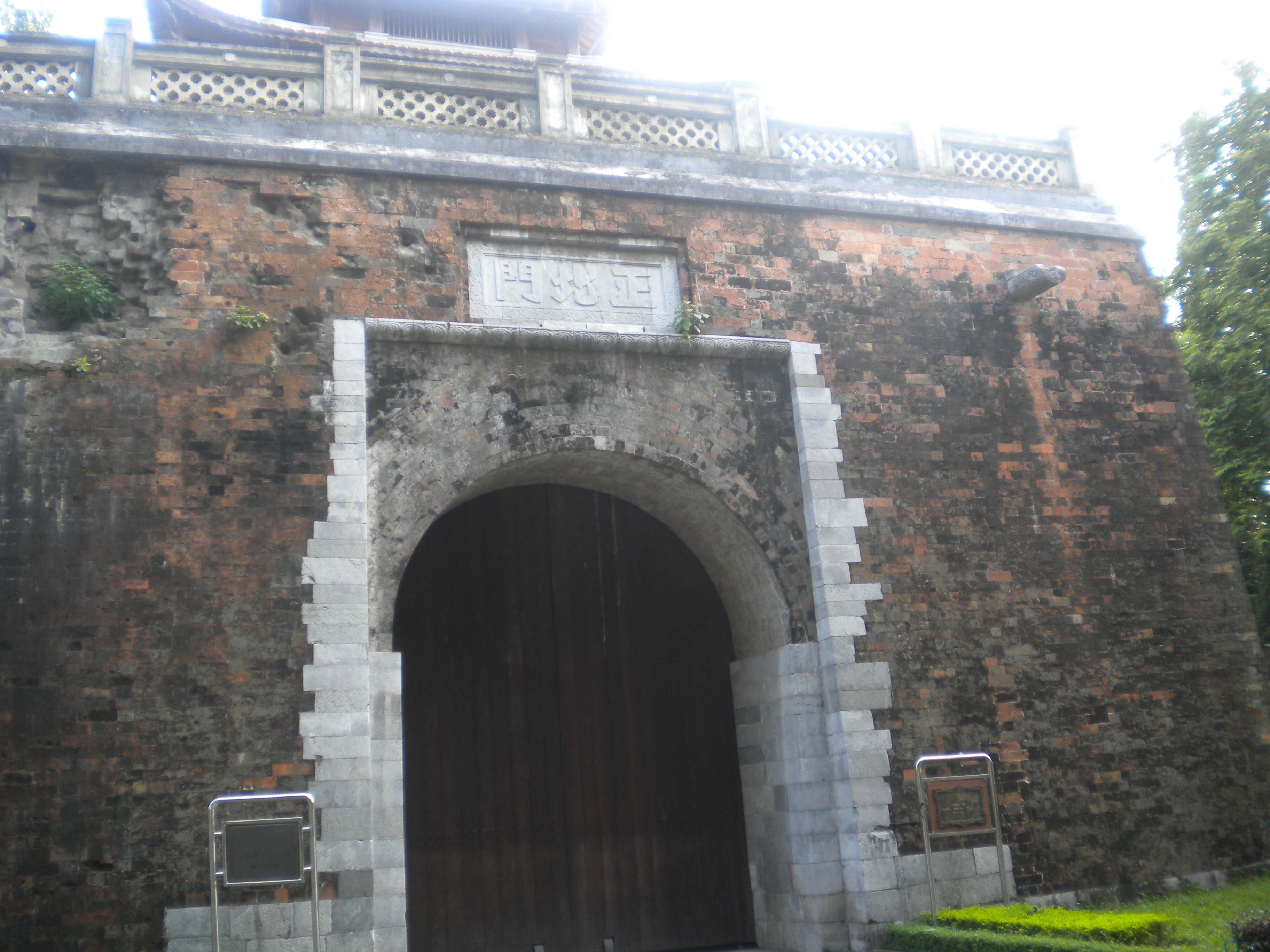
昇龍皇城正北門

- 越南婦女博物館

- 胡志明纪念堂
- 林蔭大道
- 河內老屋建築
- 阮超街
- 文廟
- 文廟內科舉高中者的名碑
- 文廟大堂
- 文廟大湖
- 一柱寺
- 越南主席府
- 還劍湖
- 还剑湖入口
- 國立藝術博物館
- 河內街頭
- 胡志明纪念堂
- 統一公園
- 賣花車
- 龍編橋
- 舊公寓街區
- 李公蘊雕像
- 火爐監獄
- 同春市场
- 鎭國寺寶塔
- 鎭國寺花園
- 河內醫學院
- 昇龍皇城
- 昇龍皇城正北門

## 交通

### 公共交通
除了電單車是河內的主要交通工具外，公共交通工具也是不少河內市民常用的，其中公車較為普遍，路線比較多。而在2017年投入服務的BRT系統成為另一個選擇。另外，河內市政府近年亦積極建設都市鐵路系統，以改善市區的交通擠塞及空氣污染等問題，同時也希望改變河內巿民使用電單車為主要交通工具的習慣。

### 河內都市鐵路
河內都市鐵路在2010年開始興建首條路線，唯其間因為工程施工、審批等問題推遲通車時間。其中首條路線2A號線在2021年11月投入使用，是越南第一條啟用的地鐵路線，也令河內成為越南第一個擁有地鐵系統的城市。
- 2A號線（營運中）

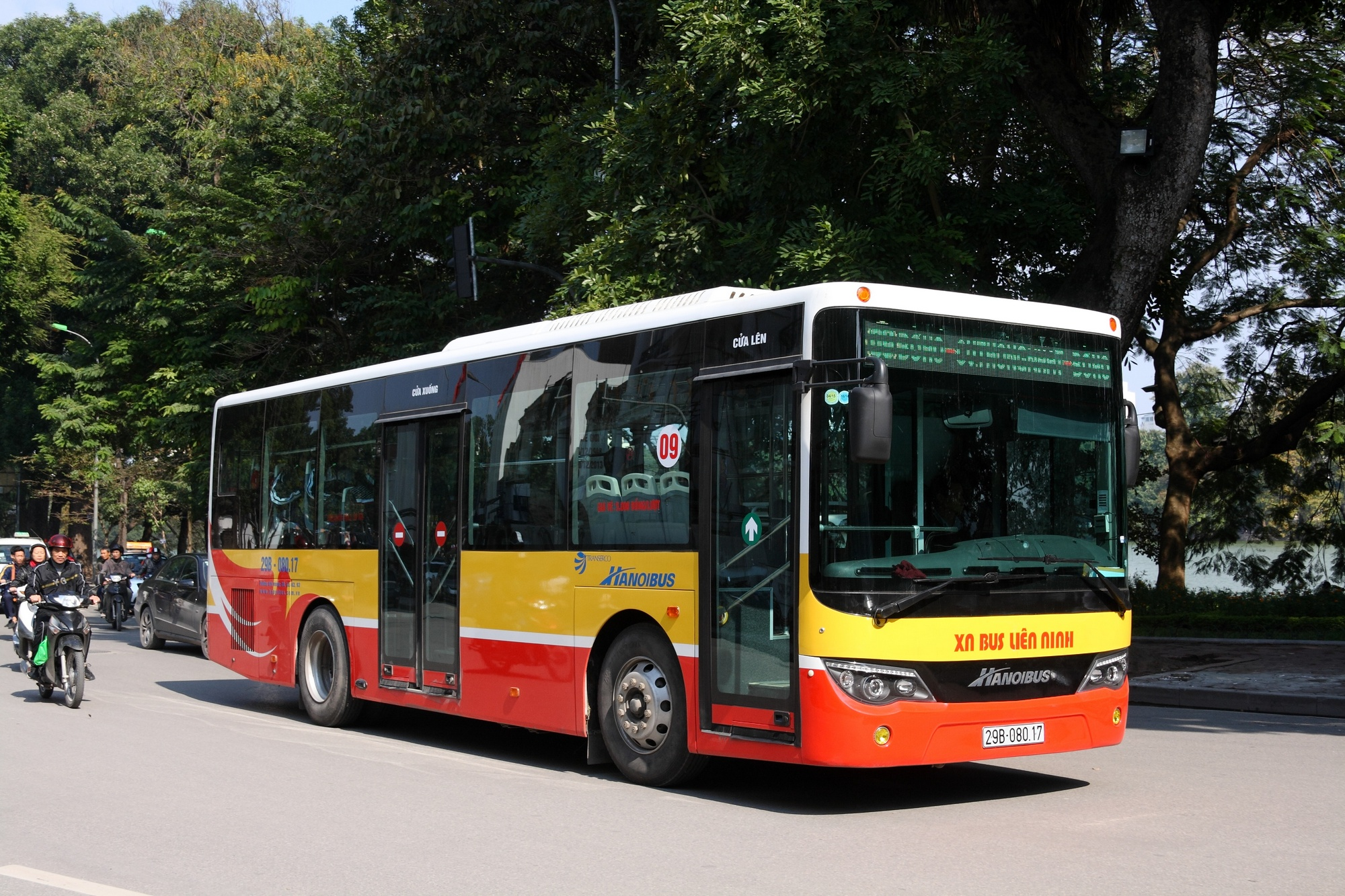
河內第二代市區公車

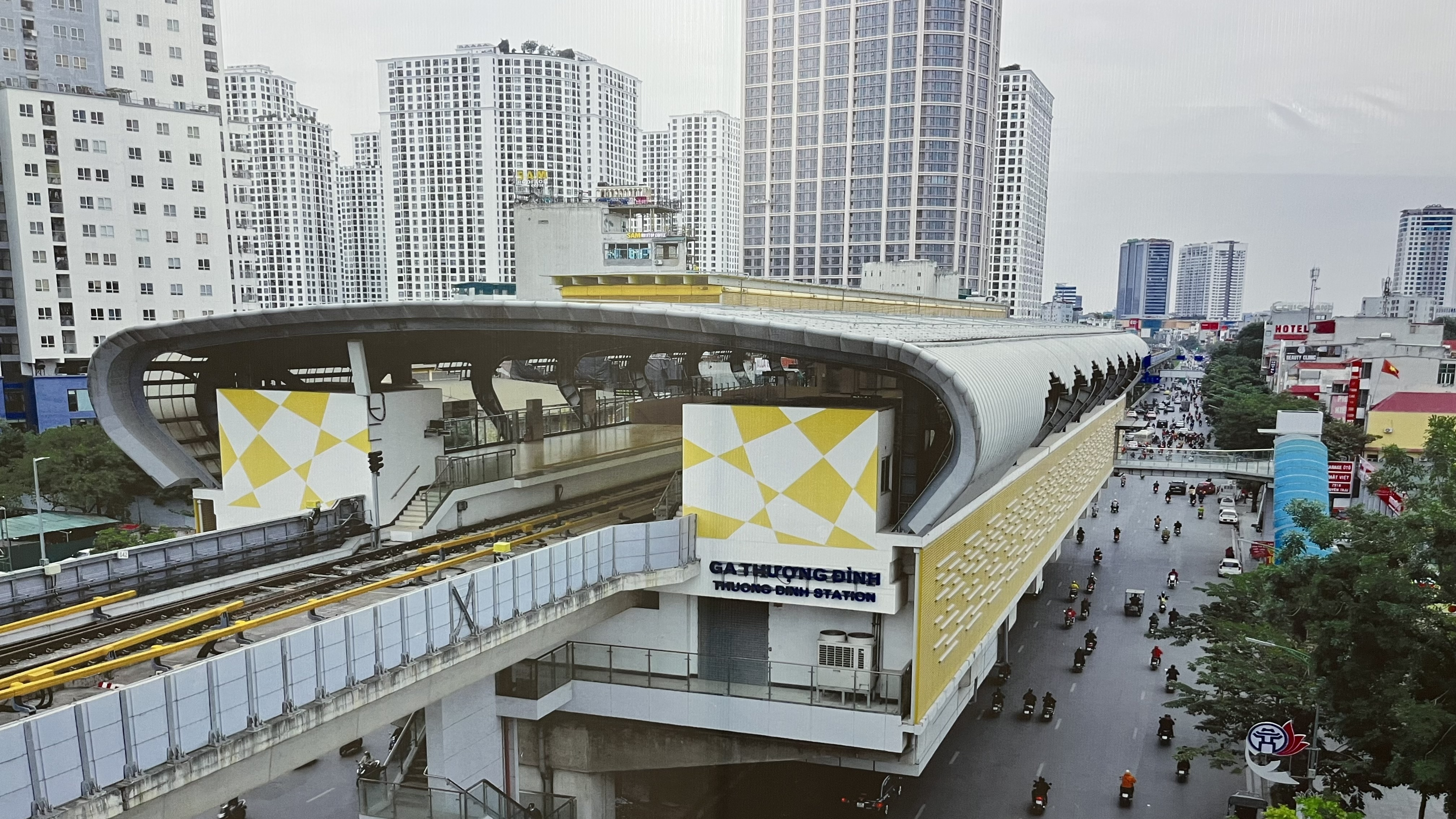
河內都市鐵路2A號線車站外觀

- 3號線（營運中:呠站-紙橋站，建設中，預計2027年通車:紙橋站-河內站。）

### 市區公共汽車
- 公車
- 河內快速公交系統 (BRT)

### 鐵路

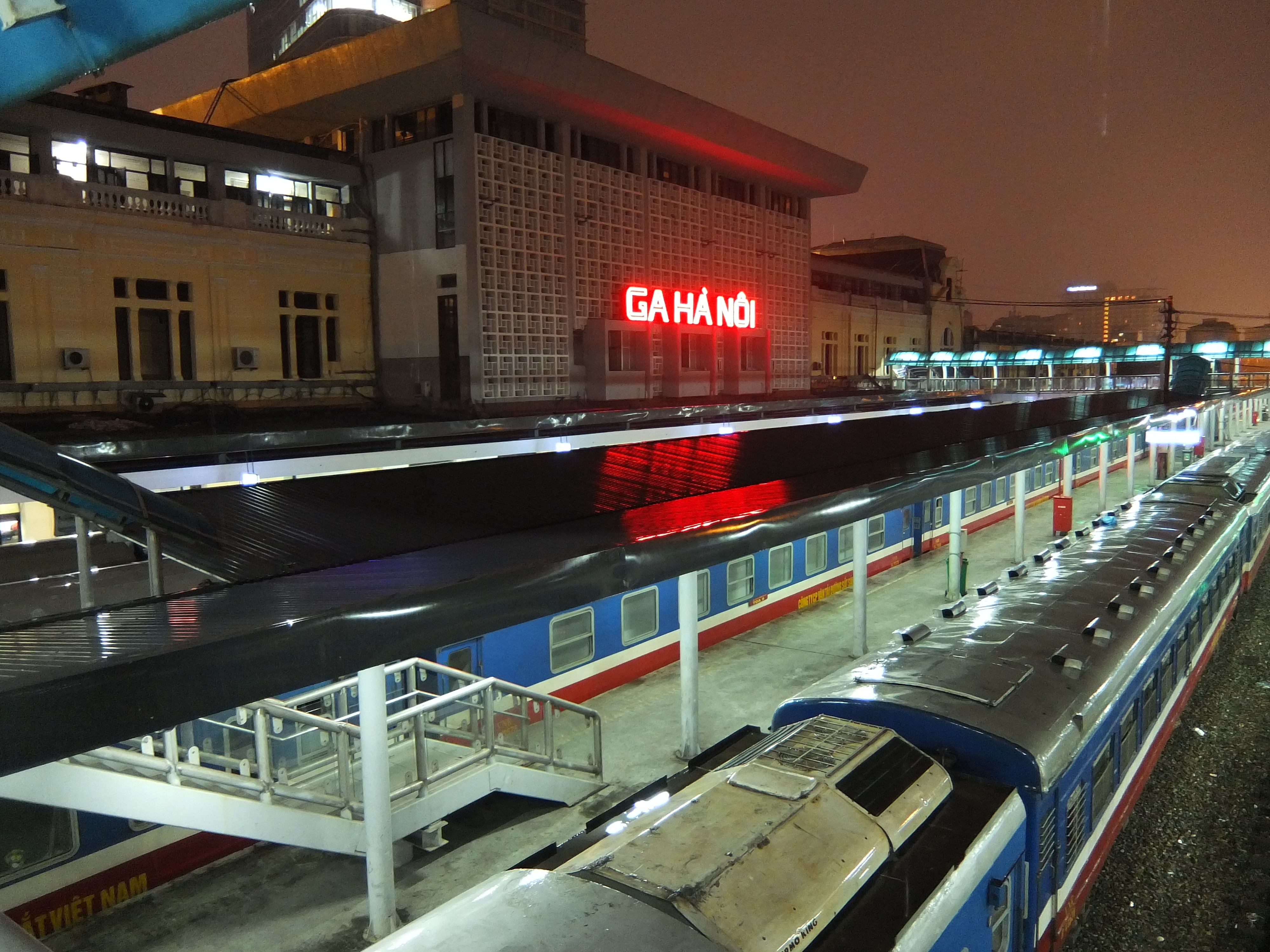
河內火車站

由越南铁路公司營運的火車鐵路服務在河內市內設有三個車站，往來越南不同省份，以及中國南寧。
- 河內火车站
- 龍編站
- 嘉林站，有往来中国的国际列车

### 航空運輸

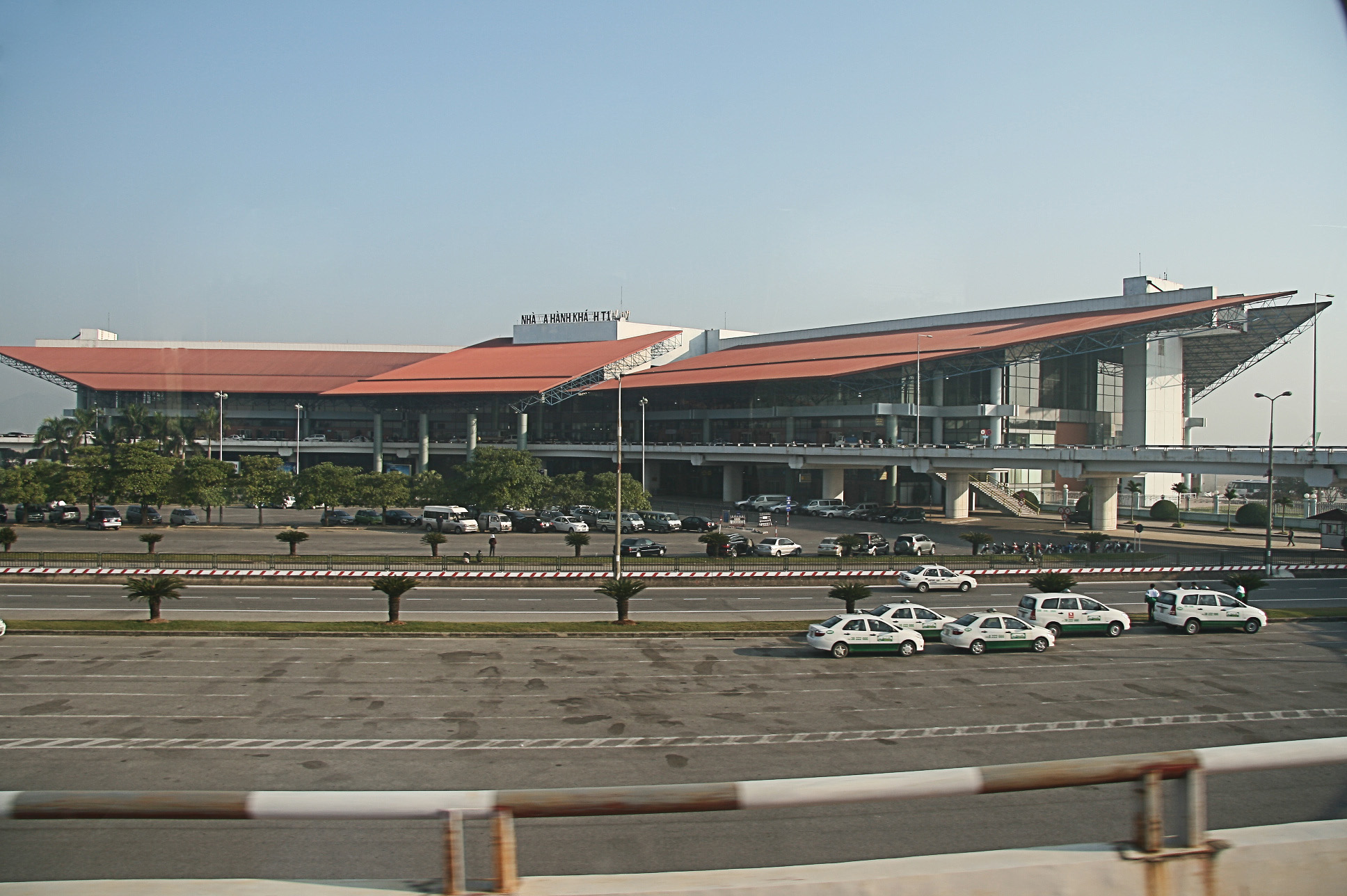
內排國際機場

內排國際機場是河內的空中交通門戶，位於河內市區北方15公里，是越南第二大國際機場（最大為胡志明市的新山一國際機場）。內排國際機場設有兩座客運大樓，第一客運大樓負責國內線運輸，第二客運大樓則負責國際線。聯外交通以計程車為主。主要的營運航空公司有越南國家航空公司、越捷航空、捷星太平洋航空和越竹航空。

### 橋樑

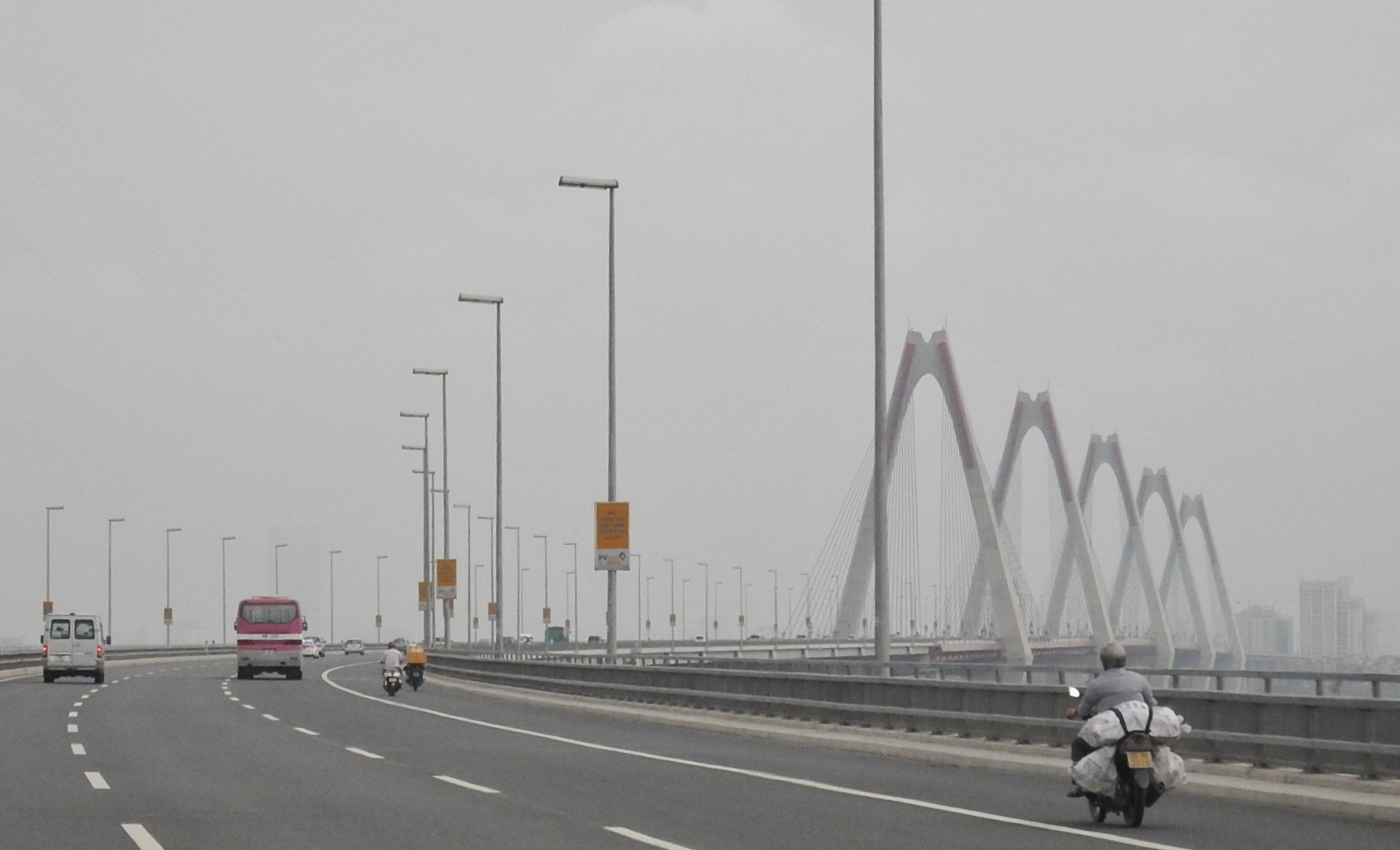
日新大橋

河內地處紅河三角洲西北部，紅河與墩河匯流處，四周分別與北宁省、太原省、永福省、富寿省、和平省、河南省、兴安省接壤。紅河從市區旁邊緩緩流過，最寬處達2000米左右。章陽橋、龍編橋、升龍橋從東、北兩個方向把市區和郊區連接起來。
- 升龍橋（cầu Thăng Long）
- 龍編橋（cầu Long Biên）
- 章陽橋（cầu Chương Dương）
- 永綏橋（cầu Vĩnh Tuy）
- 青池橋（cầu Thanh Trì）
- 日新大橋 （cầu Nhật Tân）

## 友好城市
- 柬埔寨金边[27]
- 加拿大蒙特婁
- 中国北京
- 法國安古蘭[28]
- 法國法蘭西島大區[29]
- 法國土魯斯
- 香港
- 印度尼西亞雅加达
- 伊朗伊斯法罕
- 日本福冈县
- 阿斯塔納[30]
- 首爾[31][32]
- 波蘭华沙[33]
- 菲律賓馬尼拉
- 羅馬尼亞布加勒斯特[34]
- 俄羅斯莫斯科[35]
- 塞舌尔维多利亚[36]
- 泰國曼谷
- 土耳其安卡拉[37]

## 外部連結
- OpenStreetMap上有關河內市的地理
- 谷歌地圖
- 维基导游上有關河內市（越南文）的旅行指南
- Hanoi on Wikivoyage
- 維客旅行上的河內市（页面存档备份，存于）（英文）
- Hotels in Hanoi（页面存档备份，存于）（英文）
- 河內公交公司官網